# Kąpieliska i baseny w Braniewie

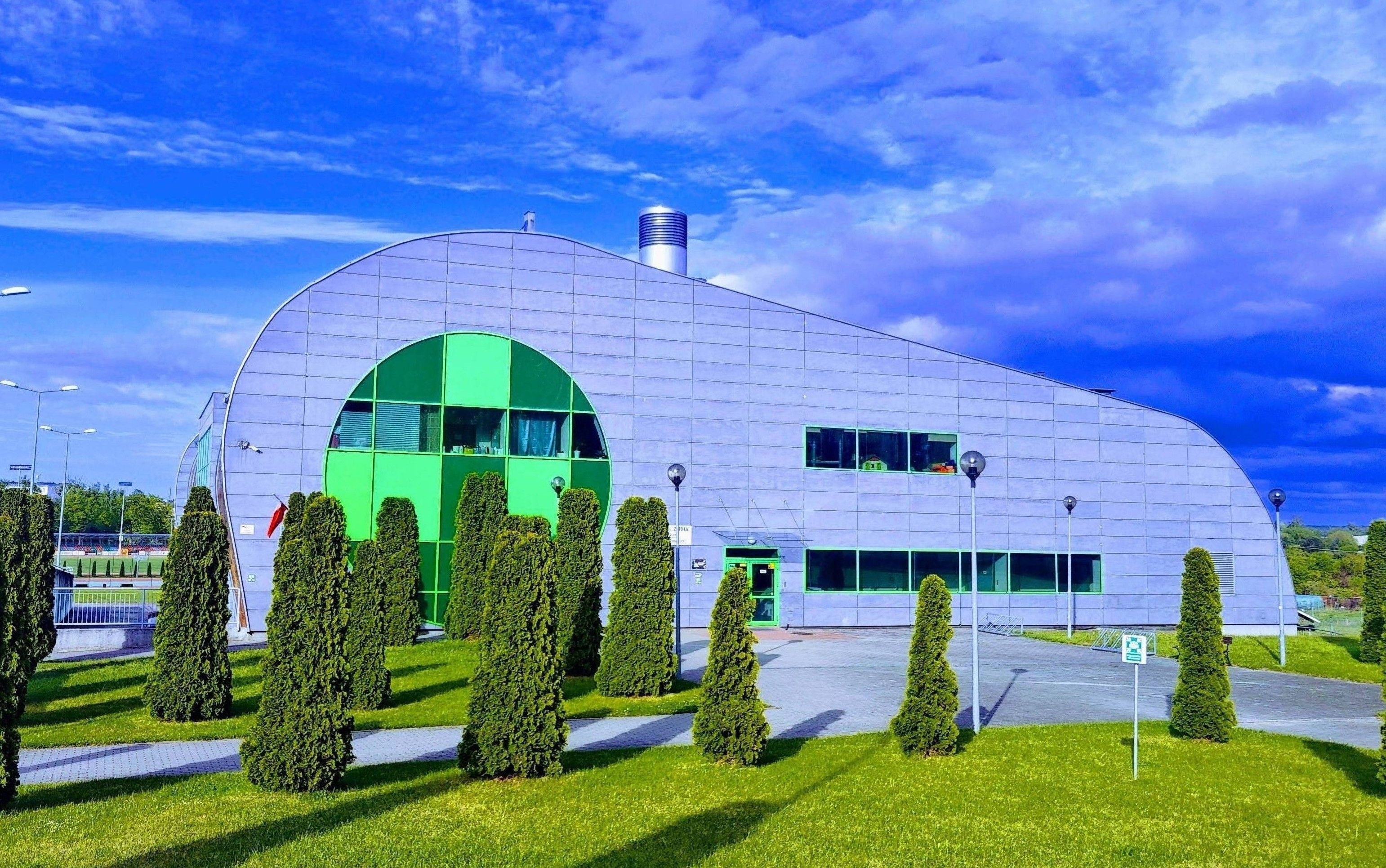
Basen kryty w Braniewie, 2025

Kąpieliska i baseny w Braniewie – miejsca i obiekty wykorzystywane do kąpieli i rekreacji wodnej w Braniewie i w pobliżu Braniewa; tworzone na przebiegającej przez miasto rzece Pasłęce, na pobliskich zbiornikach wodnych; od początku XX w. również w oparciu o wybudowane w tym celu obiekty.

## Historia kąpielisk miejskich
Historia kąpielisk mieszkańców Braniewa była przez wieki nierozerwanie związana z położeniem miejscowości, lokowanej w XIII wieku nad brzegiem rzeki Pasłęki, przy brodzie, w pobliżu ujścia rzeki do Zalewu Wiślanego. Nadrzędnym celem doboru miejsca lokacji było w pierwszym rzędzie kryterium obronności grodu, w następnej kolejności dostęp do niezbędnej wody pitnej. Funkcje sanitarne i rekreacyjne zajmowały w hierarchii potrzeb dalsze miejsca, zwłaszcza w wiekach średnich. Dopiero początek XIX wieku, a dokładnie rok 1808, przynosi pierwsze ożywienie w tym względzie. W tym to roku powstało w mieście stowarzyszenie Tugendbund, mocno akcentujące znaczenie kultury fizycznej w wychowaniu szkolnym. Zaś ranga szkolnictwa w Braniewie, od czasu sprowadzenia tu w 1565 jezuitów, była znacząca, zwłaszcza gdy w kolejnych wiekach tworzone były kolejne placówki szkolne w mieście: gimnazjum, seminarium diecezjalne, alumnat papieski, a w XIX wieku: seminarium nauczycielskie i szkoła żeńska Elisabethschule.

### Kąpieliska na rzece Pasłęce XVIII–XX w.
O kąpieliskach na rzece Pasłęce i prowadzonej w nich nauce pływania dowiadujemy się sporo z corocznej sprawozdawczości z działalności szkół średnich Jahresberichte. Prawie do końca XVIII w. szkolnictwo było tu prowadzone jednak przez jezuitów oraz duchowieństwo diecezjalne, wówczas w szkołach nie przywiązywano zbytniej wagi do zajęć sportowych i nie znajdowały one miejsca w szkolnych planach zajęć. Co więcej, do 1772 roku (tj. do I rozbioru Polski, kiedy to Braniewo przeszło pod panowanie Prus), kąpiele uczniów gimnazjum były surowo zakazane w Pasłęce, ze względu na niebezpieczeństwo naruszenia surowych norm obyczajowych, dalej wskazywano na względy bezpieczeństwa podczas kąpieli w rzece. Przełomowy był tu dopiero rok 1772, po którym miasto po pierwszym rozbiorze Polski znalazło się pod panowaniem Prus. To wydarzenie niemal zbiegło się z innym, tu istotnym, wydarzeniem. W 1773 papież Klemens XIV, ulegając naciskom mocarstw katolickich, podjął decyzję o kasacie Towarzystwa Jezusowego, prowadzącego nauczanie szkolne również w Braniewie. Po ustąpieniu jezuitów nadzór nad szkołami średnimi objęła administracja państwa, kładąc dużo większy nacisk na kulturę fizyczną, w tym też wprowadzanie sportów wodnych.
Rok 1808 przynosi utworzenie w Prusach Wschodnich związku Tugendbund, stawiającego za cel samokształcenie naukowe i moralne i kładącego nacisk na rozwój fizyczny i szkolenie wojskowe. Już rok później, w 1809, są przez Tugendbund organizowane w braniewskim gimnazjum pierwsze zajęcia wychowania fizycznego. W 1811 została w Braniewie otwarta kolejna placówka dydaktyczna – Seminarium Nauczycielskie, zaś jego dyrektorem został Kornelius Burgund, wielki miłośnik i propagator zajęć fizycznych, który już w dniu otwarcia szkoły zorganizował pierwsze zajęcie sportowe. Jednak pływanie – które wchodziło w skład zajęć z wychowania fizycznego – pozostawało początkowo wyrzucone z tego planu. Brak było możliwości finansowych stworzenia bezpiecznej infrastruktury, a na kąpiel bezpośrednio w Pasłęce nie wyrażano zgody, choć przyznawano, że nauka pływania jest istotną składnikiem zajęć sportowych. W 1813, dzięki poparciu braniewskiego kuratora oświaty Johanna Oestreicha, który prowadził sprawy kasowe wszystkich braniewskich szkół średnich, udało się pozyskać fundusze na budowę szkolnych urządzeń gimnastycznych na placu przed gimnazjum. Zaleceniem ministra było również wprowadzenie do programu nauki pływania, na co kurator Johann Oestreich zapewnił ministra, iż nauka pływania rusza od nowego, tj. 1814 roku, gdyż wymaga wybudowania odpowiedniej infrastruktury.
Jako środki bezpieczeństwa przyjęto, że kąpielisko w Pasłęce zostanie wygrodzone i oznakowane, a dno rzeki regularnie sprawdzane. Wejście do wody było możliwe tylko pod nadzorem opiekuna. Na wniosek dyrektora Seminarium Nauczycielskiego Burgunda pierwszym wyznaczonym do nauki pływania został nauczyciel religii Antoni Prengel (ur. 1784 w Braniewie). Miejsce wyznaczono w pobliżu budynku szkoły seminarium nauczycielskiego. Rybak miejski Schmidtke przejął rolę sprawdzania stanu dna rzeki. 2 stycznia 1814 szkoła zakupiła dla uczniów spodenki kąpielowe. Pojawia się wówczas określenie kąpieliska (Schwimmanstalt), co wcale nie przesądza, że kąpieliska nie istniały w Braniewie już wcześniej, przed rokiem 1814.
Kolejne poświadczenie kąpieliska przyszkolnego są z lat 1836 i 1837. W sprawozdaniach szkolnych informowano, że nauka pływania jest kontynuowana, a uczniowie byli zobowiązani dostarczać co roku zgodę rodziców na udział w tych zajęciach. W 1838 nauka pływania została przeniesiona na kąpielisko wojskowe (Militär-Schwimmanstalt), zatem wiadomo, że w mieście wówczas funkcjonuje drugie kąpielisko.
Duże zasługi dla rozwoju sportu w Braniewie, a w szczególności nauki pływania, położył dyrektor braniewskiego gimnazjum w latach 1883–1897, Hermann Gruchot. Inaczej niż wielu poprzednich dyrektorów tego gimnazjum nie był filologiem klasycznym, może dlatego dokonując reorganizacji programów szkolnych, zmniejszył liczbę godzin przedmiotów języków starożytnych – łaciny i greki – na rzecz zajęć praktycznych. W roku 1891 utworzył m.in. na Koźlinie w pobliżu rzeki Pasłęki boisko szkolne o powierzchni 1,5 ha, w gimnazjum wprowadził nowe rodzaje sportów, grę w palanta, fistball (faustball) czy slinball (rzut piłką lekarską z uchwytem), także wtedy uczniowie po raz pierwszy w gimnazjum w Braniewie poznali zasady gry w piłkę nożną. Szczególnie jednak dyrektor Gruchot rozpropagował naukę pływania. W tym celu pozyskano ponownie dostęp do kąpieliska na Pasłęce należącego do wojska. Dzięki temu w latach 1893–1897 podniósł się wskaźnik uczniów umiejących pływać z 39% do 58%.
O tym, że dużą wagę przywiązywano do nauki pływania przez uczniów gimnazjum, pokazuje, że dane statystyczne umiejętności pływania uczniów na początku XX w. ujmowano też i rozliczano w rocznych sprawozdaniach szkolnych (Jahresberichte). I tak np. w 1895 – 115 (39,5%) uczniów wykazywało się umiejętnością swobodnego pływania, w 1901 – 126 (45%), w 1909 – 184 (45%), w 1914 – 206 uczniów (52,2%).
Kąpieliska stawały się coraz popularniejsze, na początku XX w. istniały także przynajmniej 2 sformalizowane kąpieliska (Schwimmbadanstalten) w mieście. Jedno z nich było dostępne tylko dla kobiet i dzieci. Znajdowało się ono w pobliżu zapory na Pasłęce. Było to osobliwe kąpielisko, odgrodzone przed oczami ciekawskich i gapiów płotem z desek ustawionym na pływających beczkach. Na brzegu kilka budek i przebieralni stanowiło równie skuteczną ochronę przed niepożądanym wzrokiem. Kąpielisko posiadało trzy wydzielone przedziały: jedną strefę wydzieloną dla dzieci oraz dwie dla dorosłych o głębokości 1,5 m, służyło więc raczej bardziej do zażywania kąpieli niż pływania. Przed zimą cała jego pływająca infrastruktura była wyciągana na suchy ląd. To osobne wydzielone kąpielisko dla kobiet i dzieci funkcjonowało do około I wojny światowej. Prawdopodobnie do roku 1916, gdyż w sprawozdaniu z działalności Rady Miasta Braniewa za rok kolejny, 1917, napisano, iż „od tego roku nowością jest, że damy korzystają z kąpieliska dla mężczyzn w wydzielone 2 przedpołudnia w tygodniu”. W latach 30. XX w. na pewno już nie istniało, a na jego miejscu został wybudowany hangar na kajaki szkolne Szkoły Zamkowej.
Kąpielisko męskie (to dostępne od 1917 dla kobiet) położone było dalej w górę Pasłęki. Wejście na kąpielisko było płatne, mimo tego cieszyło się nie najgorszą popularnością – np. w sezonie 1917 sprzedano 2225 biletów po 10 fenigów oraz 3247 ulgowych po 5 fenigów. Było to niemało, biorąc po uwagę, że młodzież jest nieskora do płacenia za bilety, gdy równie dobrze mogła korzystać z dzikich kąpielisk, a dostęp do rzeki nie był trudny, ponieważ Pasłęka przepływała niemal przez środek miasta i to na nizinnym terenie (Nizina Warmińska) z łatwym zejściem do wody. Atrakcyjność tegoż kąpieliska przed I wojną światową podnosił fakt, że jego zarządca (Bademeister) Mielentz posiadał pozwolenie na sprzedaż napojów alkoholowych. Po I wojnie zarządzanie kąpieliskiem przejął Hirschfeld, nauczyciel wf-u w Szkole Zamkowej (Staatliche Schloß-Schule), który oprócz sprawowania funkcji ratownika prowadził latem na kąpielisku naukę pływania. W okresie międzywojennym sens dalszego utrzymywania rozdziału kąpieli dla płci męskiej i żeńskiej był wielokrotnie debatowany podczas obrad rady miejskiej, jednak pozostawał utrzymywany w mocy. I taki dychotomiczny podział istniał aż do czasu otwarcia w 1936 roku nowoczesnego basenu wojskowego przy współczesnej ul. Olsztyńskiej, ale dostępnego dla wszystkich mieszkańców, bez rozdzielania dostępu dla obu płci.
W 1925 roku pojawia się w mieście spór o plażę i kąpielisko przy zaporze. O konflikcie tym dowiadujemy się z korespondencji braniewskiego magistratu z wojewódzkim konserwatorem zabytków w Królewcu. Otóż firma F. Schichau, właściciel Wielkiego Młyna Miejskiego w Braniewie, w związku z montażem nowej turbiny i rozbudową śluzy, czyniła starania, aby odkupić od szkoły pas ziemi na lewym brzegu Pasłęki wraz z istniejącym na nim miejscem rekreacji i odgrodzić ten teren płotem. Spotkało się ze stanowczym sprzeciwem mieszkańców i władz miejskich, bo doprowadziłoby do likwidacji popularnego rekreacyjnego i kąpielowego miejsca mieszkańców przy zaporze w centrum miasta. W argumentacji w korespondencji wskazywano na popularność tego zakątka, jego piękno, a także płytkie i piaszczyste tu dno w Pasłęce, stanowiące dużą atrakcję dla dzieci. Takie miejsce winno zostać uznane za pomnik przyrody. Pisano, że ten skrawek z plażą jest określany przez miejscowych jako mała Krynica Morska (Klein Kahlberg) oraz że służy ono jako miejsce rekreacji zarówno dzieci, młodzieży, jak i dorosłych.
W 1934 roku informator turystyczny Das nationalsozialistische Ostpreußen zachęca odwiedzających do korzystania z dwóch kąpielisk w Braniewie, niestety nie wymienia ich nazw.

### Przystań i kąpielisko z 1935
Oprócz nauki pływania od 1920 w braniewskich szkołach średnich na rzece Pasłęce zaczęło intensywnie rozwijać się wioślarstwo. Pierwszy klub wioślarski powstał w tym roku przy Szkole Zamkowej, gdy do Braniewa został przeniesiony nauczyciel dr Candidus Barzel (ojciec Rainera Barzela). W latach 1921/1922 towarzystwo wioślarskie gimnazjum wybudowało powyżej zapory hangar dla kajaków (stanicę). Budynek mieścił od 4 do 6 łódek, mały warsztat, w.c., prysznic i salę zebrań. Towarzystwo wioślarskie przeżywało w kolejnych latach swoje lata rozkwitu. Wioślarstwo zostało po 1933 włączono do obowiązkowych zajęć szkolnych w czwartej (quarta) klasie gimnazjum. Jako teren na nową stanicę udało się od miasta pozyskać na początku lat 30. teren byłego kąpieliska, w miejscu gdzie przed I wojną światową znajdowało się kąpielisko dla kobiet.
W 1934, wraz z wielką przebudową kompleksu gimnazjum, udało się szkole na zasadzie zamiany gruntów, pozyskać teren nad Pasłęką, gdzie do tej pory znajdowało się kąpielisko na prawym jej brzegu. Teren ten zagospodarowano jako jednocześnie kąpielisko i nowoczesną stanicę. Powstała większa od poprzedniej stanica z dwiema halami na 16 łódek, z przebieralnią, prysznicem i kanalizacją. Infrastruktura służyła również jako kąpielisko szkolne, na którym prowadzono zajęcia dla uczniów z nauki pływania, postawiono pomost z dwiema trampolinami (1 m i 3 m). Plac dalszy zagospodarowano na urządzenia sportowe i kręgielnię. Całość została otoczona solidnym płotem. Podczas otwarcia i uroczystego poświęcenia wiosną 1935 tego centrum sportu w Braniewie zostało ono określone jako najlepiej urządzone centrum sportowe na wschód od Berlina. Stanica funkcjonowała w tym miejscu do okresu wakacyjnego 1944.
Nauka pływania była przed wojną również obowiązkową sprawnością w Szkole Zamkowej, o ile uczniowie nie posiedli już tej sprawności wcześniej. Wielu uczniów zdobywało również kolejne sprawności Niemieckiego Towarzystwa Ratowania Życia (DLRG). Ich trenerem i szkoleniowcem był m.in. Karl Tietz, syn braniewskiego stomatologa dr. Augusta Tietza. W każdym sezonie Miejskie Stowarzyszenie Aktywności Fizycznej (Stadtverband für Leibesübungen) organizowało spartakiadę pływacką, podczas której rozgrywane były liczne zawody między uczniami na kąpielisku miejskim w rzece Pasłęce. W 1938 podczas organizacji egzaminu z pływania dla całej szkoły według nowych przepisów to kąpielisko na Pasłęce okazało się jednak być niewystarczające i zdecydowano się przeprowadzić egzamin w pobliskim Mamonowie na kąpielisku Heiligenbeil-Rosenberg w Zalewie Wiślanym.

### Kąpieliska na Pasłęce po roku 1945
W okresie po II wojnie światowej mieszkańcy Braniewa korzystali z kąpielisk wzdłuż rzeki Pasłęki, zwłaszcza kąpielisko miejskie poniżej zapory cieszyło się dużą popularnością aż do końca XX wieku, co uwidoczniane było m.in. na zdjęciach i widokówkach. Jednak w roku 2000 wybudowana została przy zaporze 81-metrowej długości przepławka dla ryb, w celu umożliwienia ich migracji w górę rzeki. Wówczas to teren dotychczasowej plaży i kąpieliska przebudowano. Po pewnym czasie ustawiono też w tym miejscu znak „zakaz kąpieli”, kończąc długą historię tego kąpieliska w centrum Braniewa przy zaporze.
Znamienne, że do XXI w. kąpieliska na Pasłęce nie były traktowane jako jedno wydzielone miejsce. Świadczyły m.in. o tym komunikaty zamieszczane w lokalnej prasie informujące o czystości wody, które informowały o zdatności wody do kąpieli w Braniewie nie w konkretnym miejscu, lecz na odcinku Pasłęki. Otóż państwowy terenowy inspektor sanitarny po badaniach jakości wód określał odcinek Pasłęki zdatny do kąpieli w danym okresie (sezonie). Przykładowo odcinek nadający się do kąpieli był opisywany: Braniewo na odcinku Wodociągi miejskie /dawny POM/ do wodospadu (np. 1996, 1997).
Skutkiem wybudowania w 2000 przepławki plaża przy zaporze została zlikwidowana. Toteż od 2001 sanepid zaniechał też badań zdatności wód Pasłęki do kąpieli na wysokości miasta Braniewa, wyjaśniając w prasie lokalnej ten stan zlikwidowaniem przez miasto kąpieliska miejskiego.
Również i w kolejnych latach sanepid nie prowadził badań zdatności wody w Pasłęce latem do kąpieli, tłumacząc, że władze miejskie nadal nie wyznaczyły takich miejsc i nie zleciły wykonywanie badań wody w rzece pod tym kątem. Siłą inercji mieszkańcy kontynuowali kąpiele w rzece przez następne lata w dogodnych miejscach wzdłuż Pasłęki, zaczynając od mostu kolejowego do byłej plaży przy zaporze.

Kąpieliska – rzeka Pasłęka
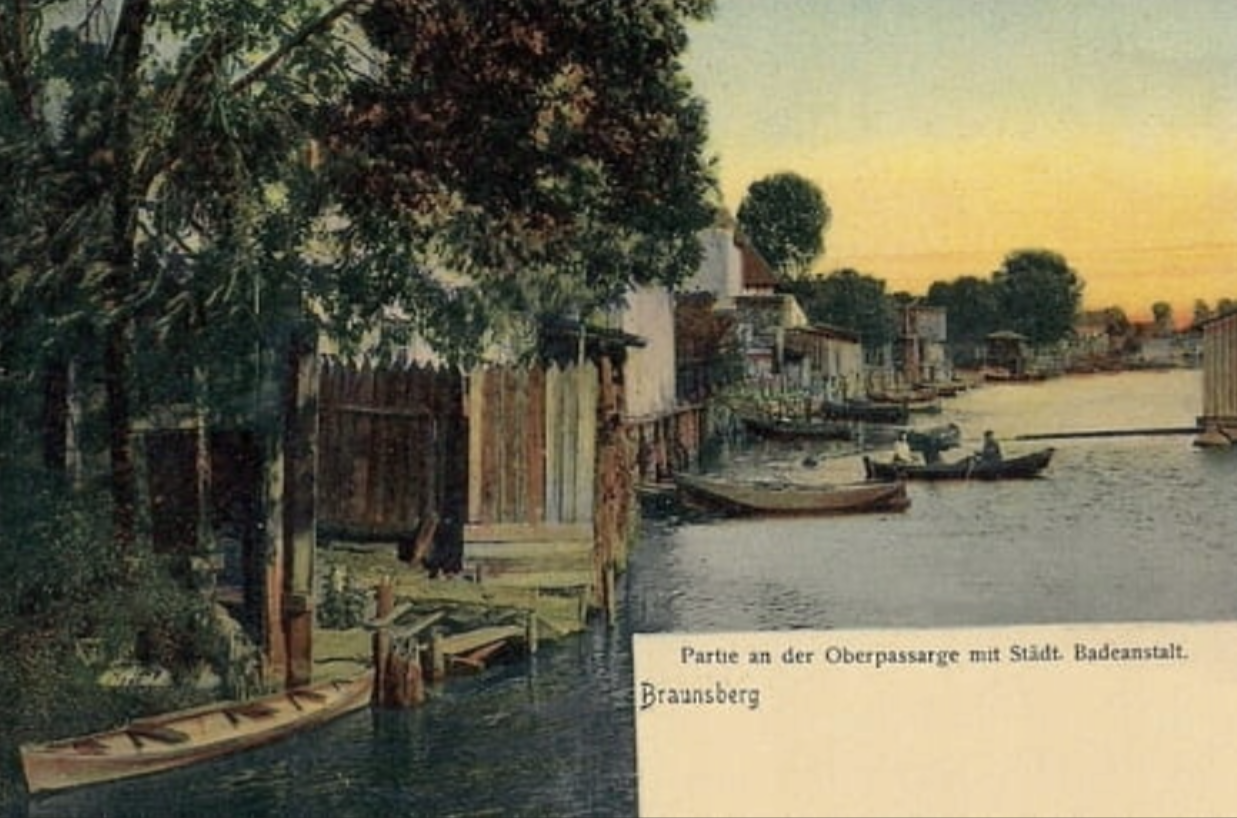
Kąpielisko miejskie przy Pasłęce, ok. 1900
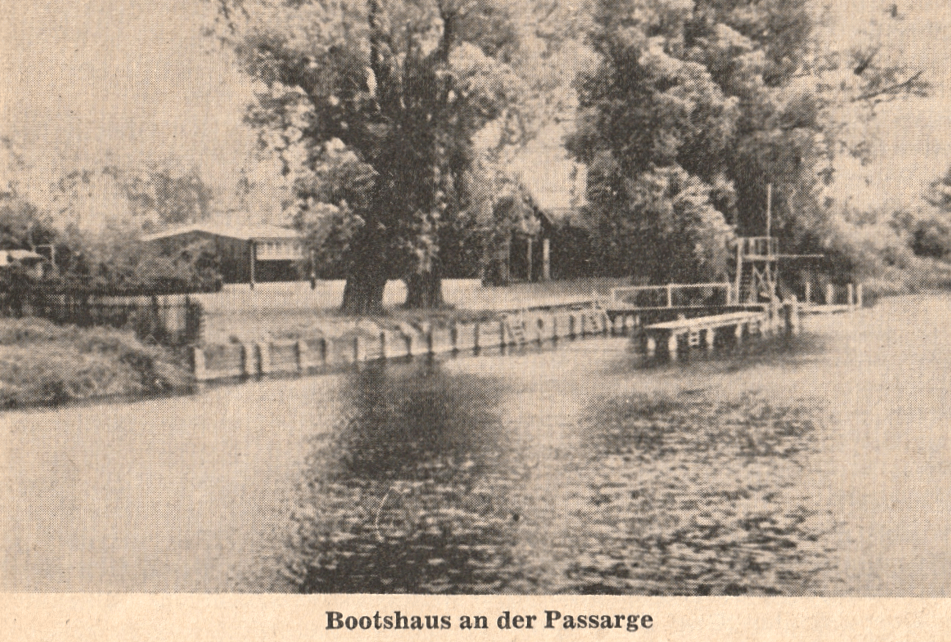
Braniewo przystań i kąpielisko 1935
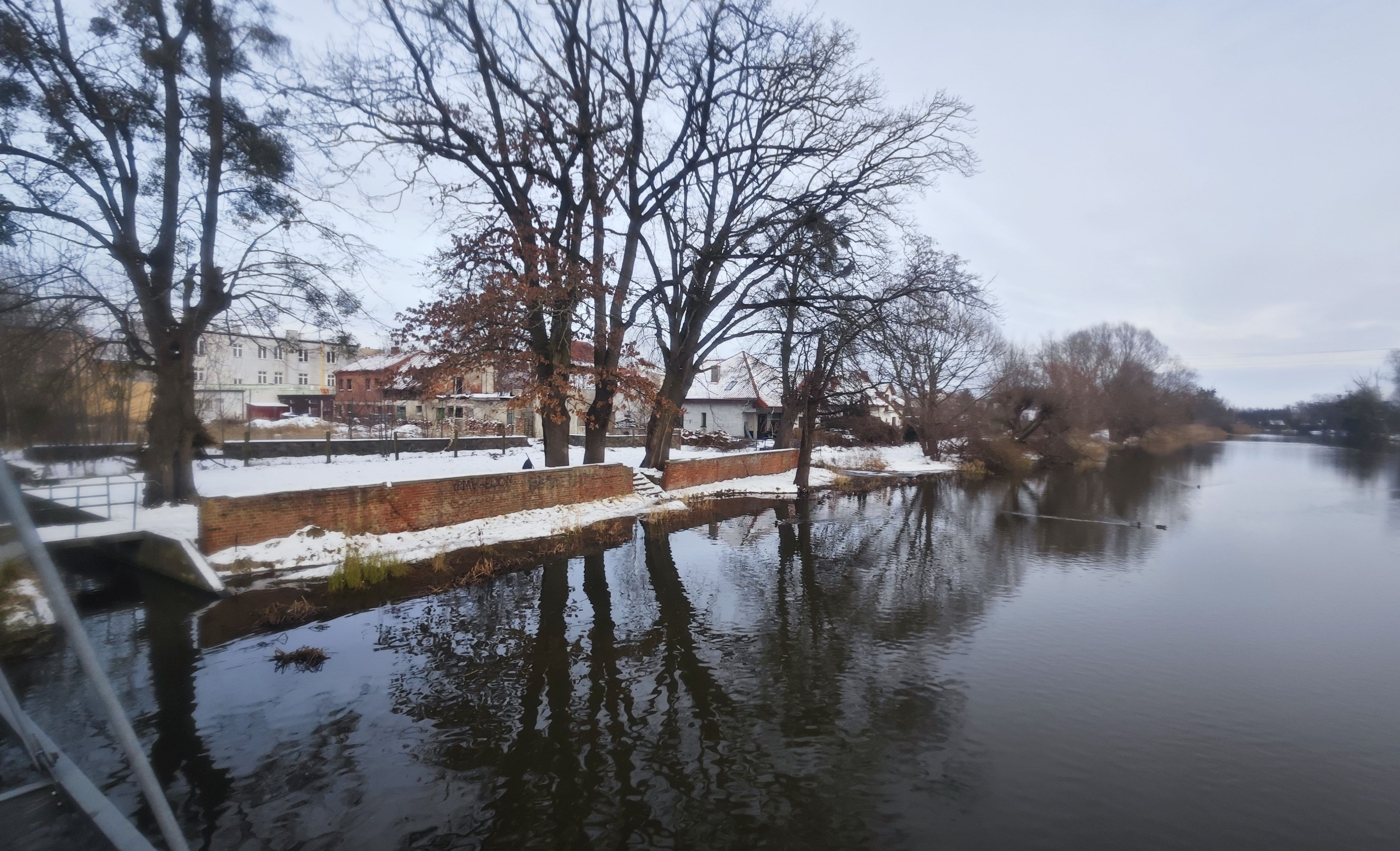
Przedwojenna stanica oraz kąpielisko
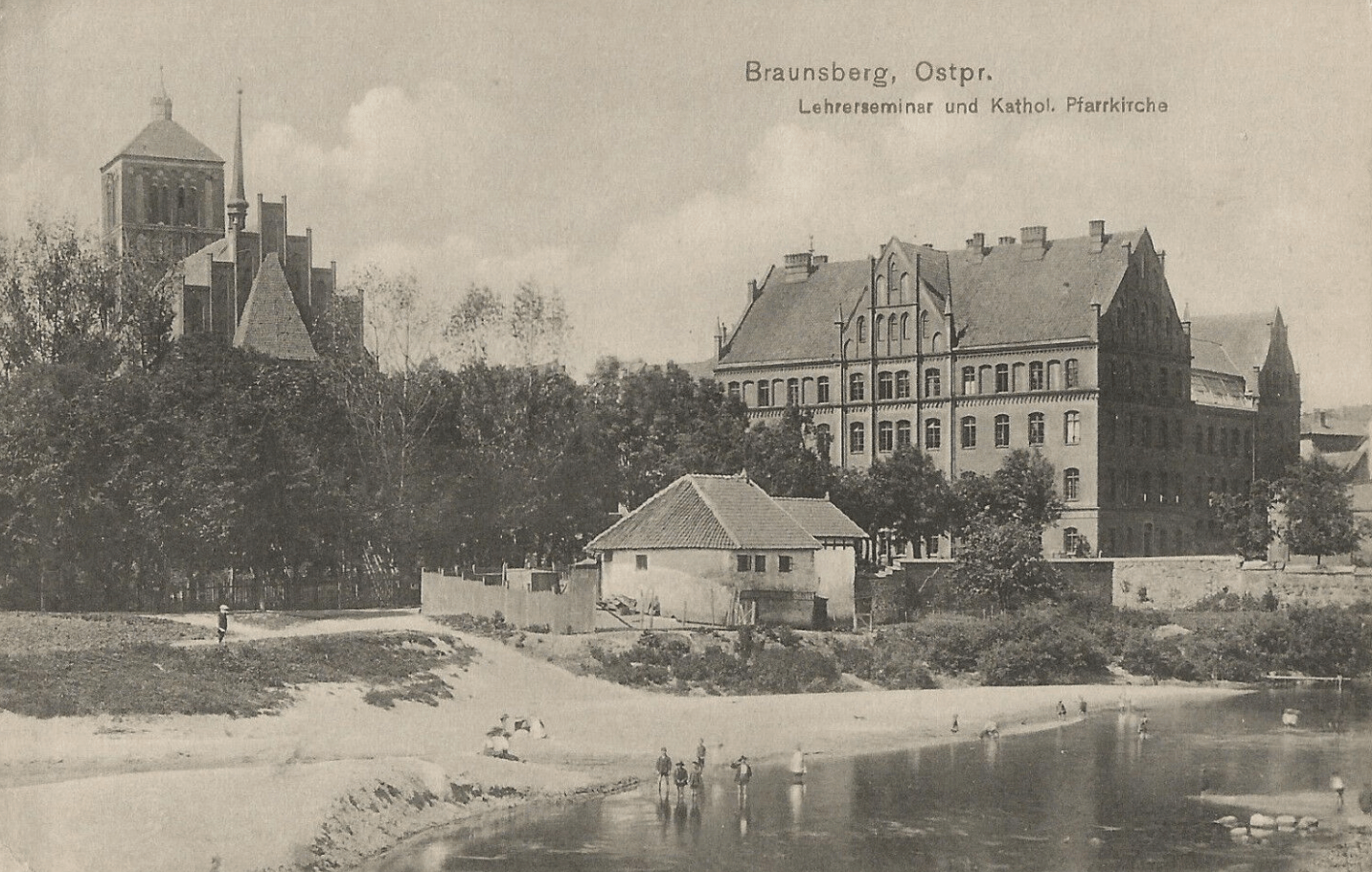
Kąpielisko poniżej zapory, ok. 1920 roku
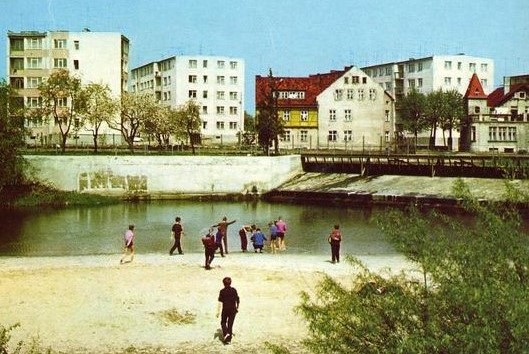
Plaża przy tamie w okresie PRL-u
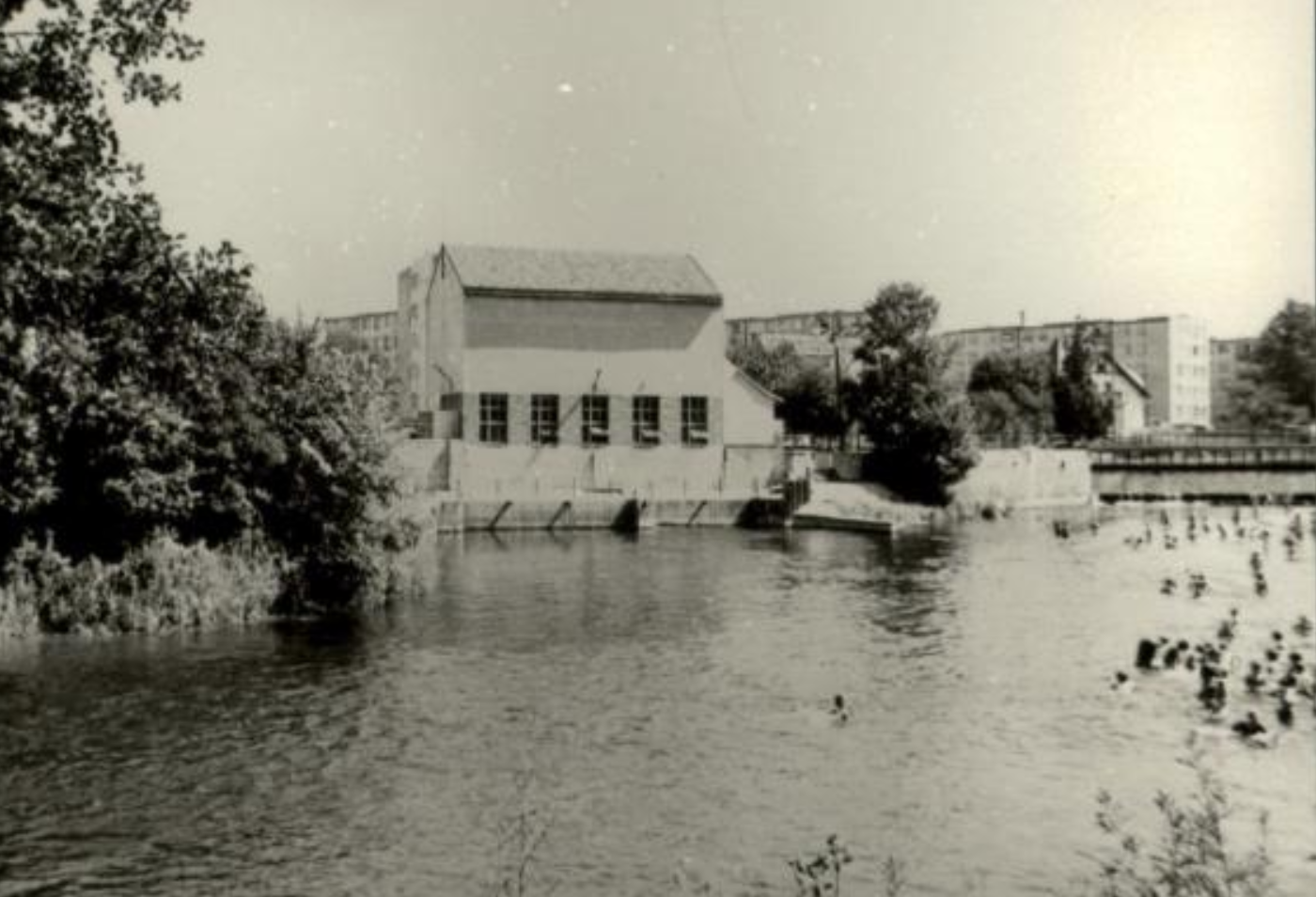
Latem 1989
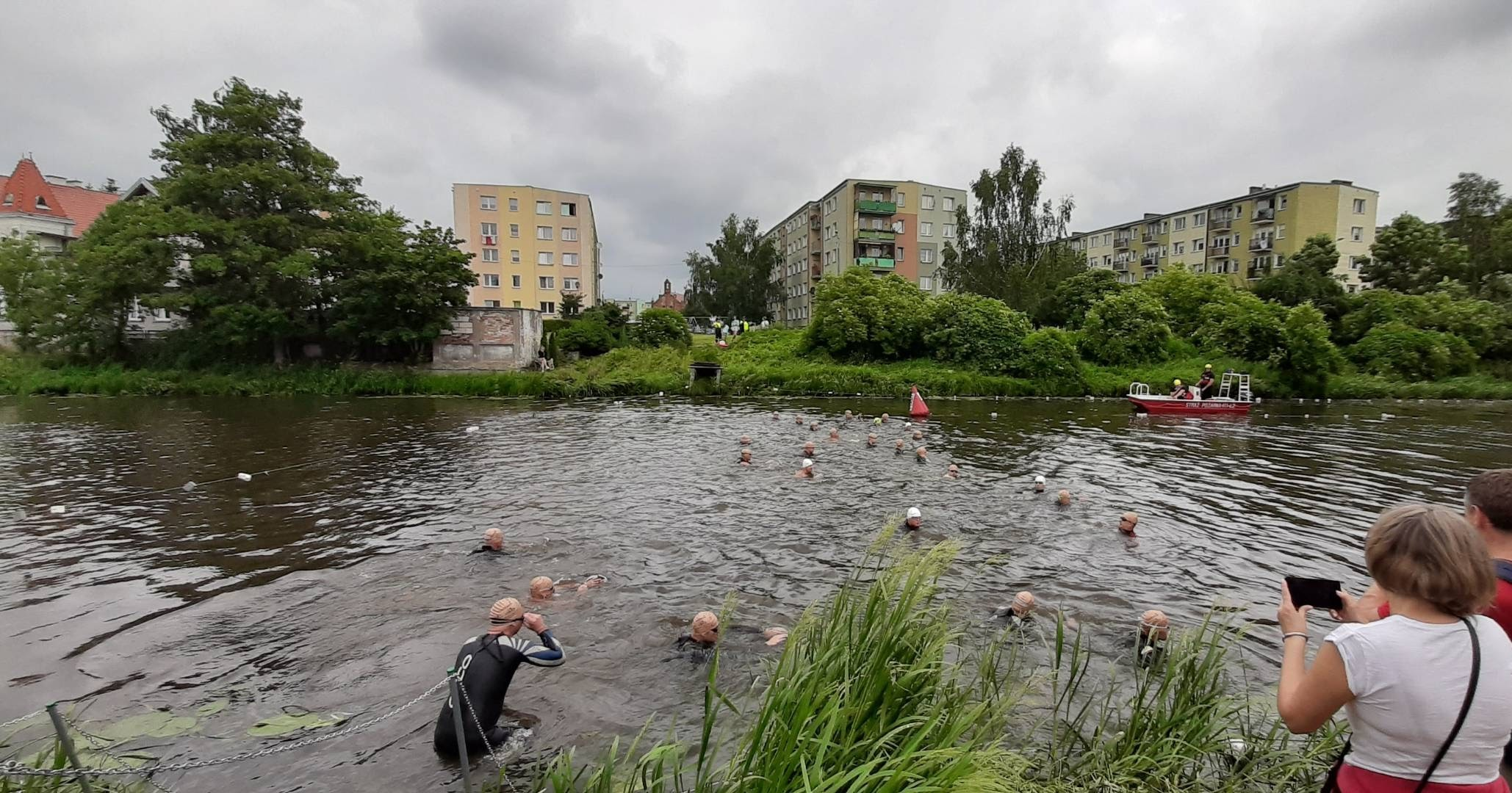
Aquathlon Pasłęka, 2019
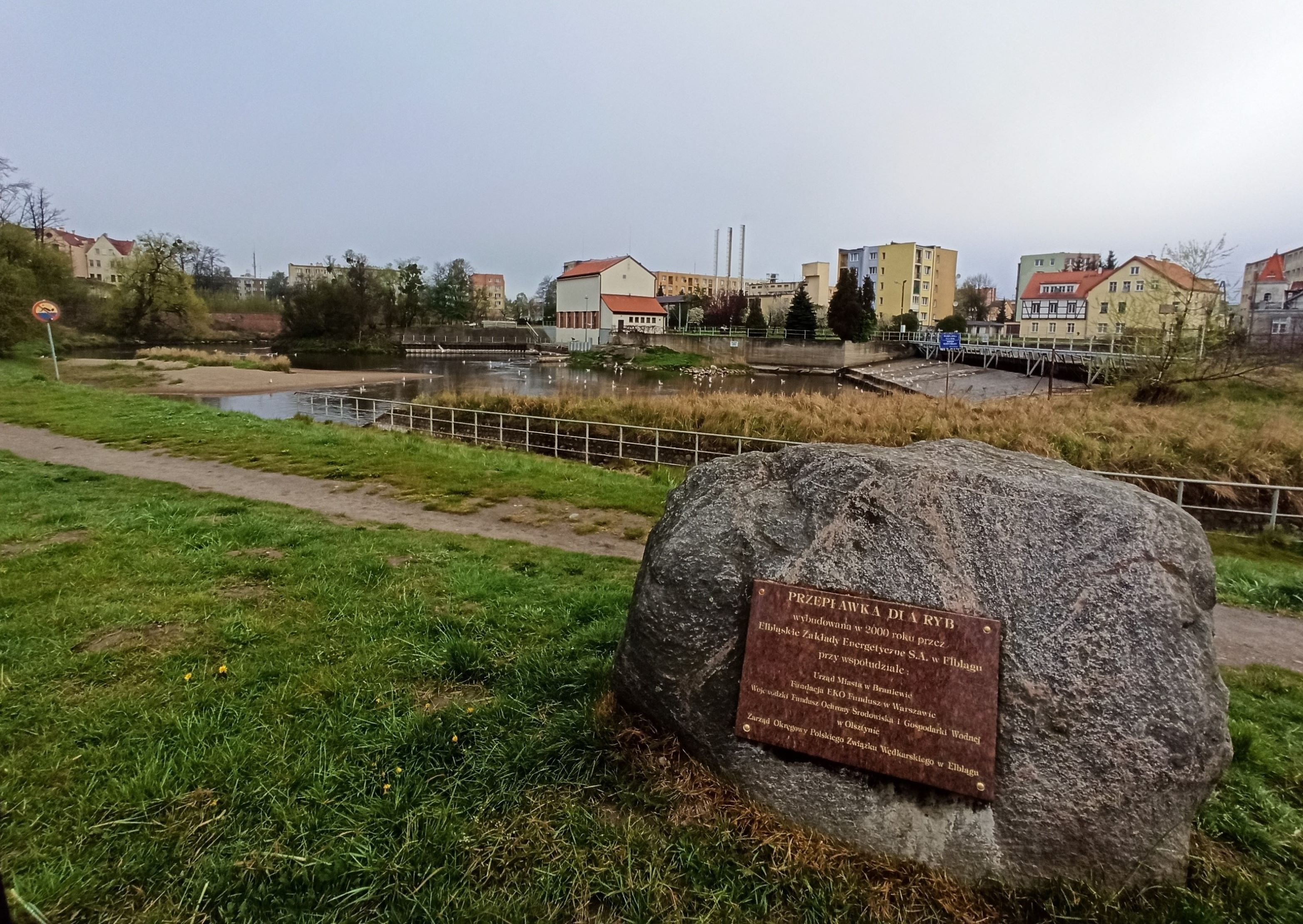
Przepławka zamiast plaży od roku 2000
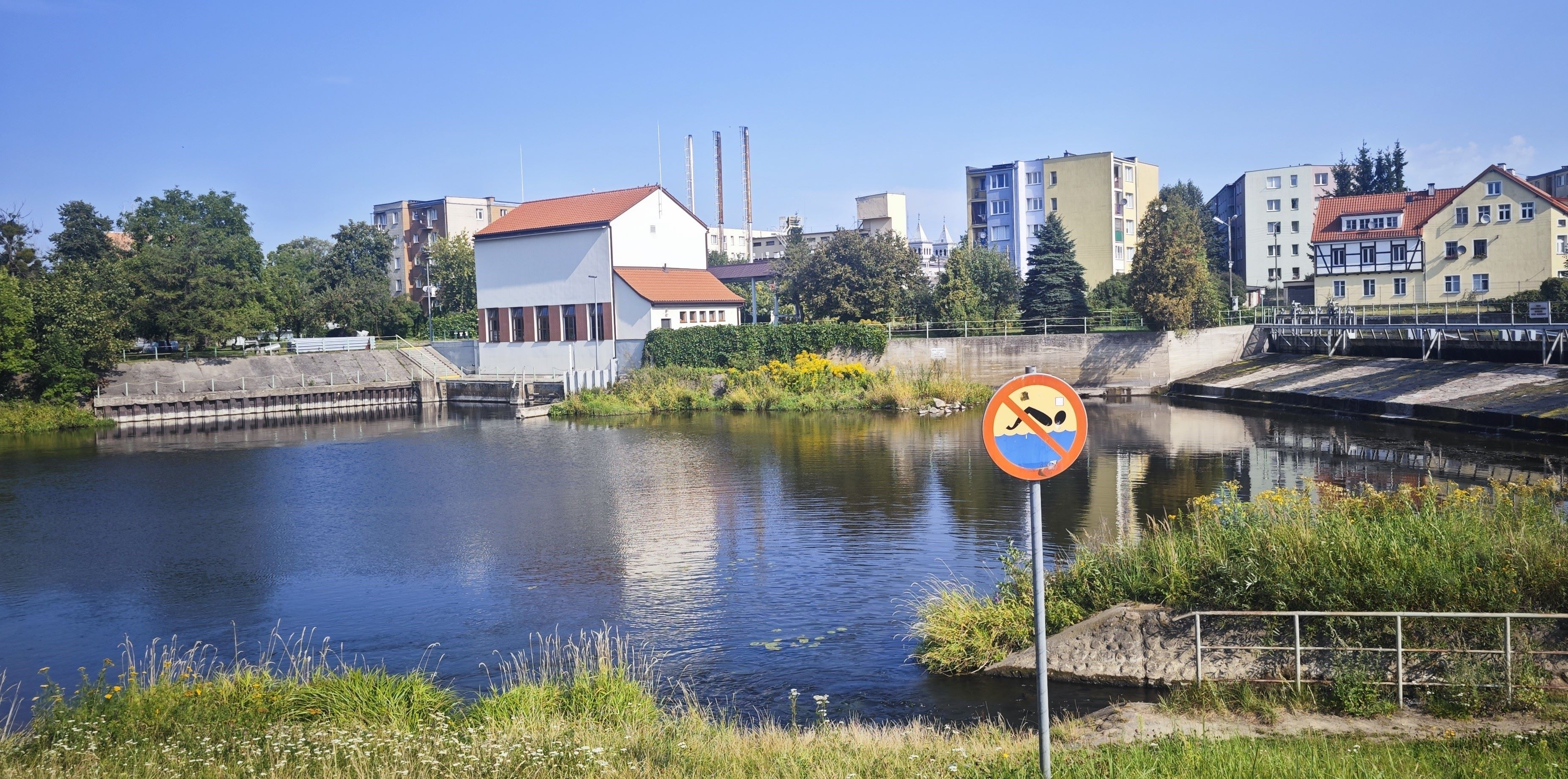
„Zakaz kąpieli” przy zaporze

### Plaża na Piekiełku

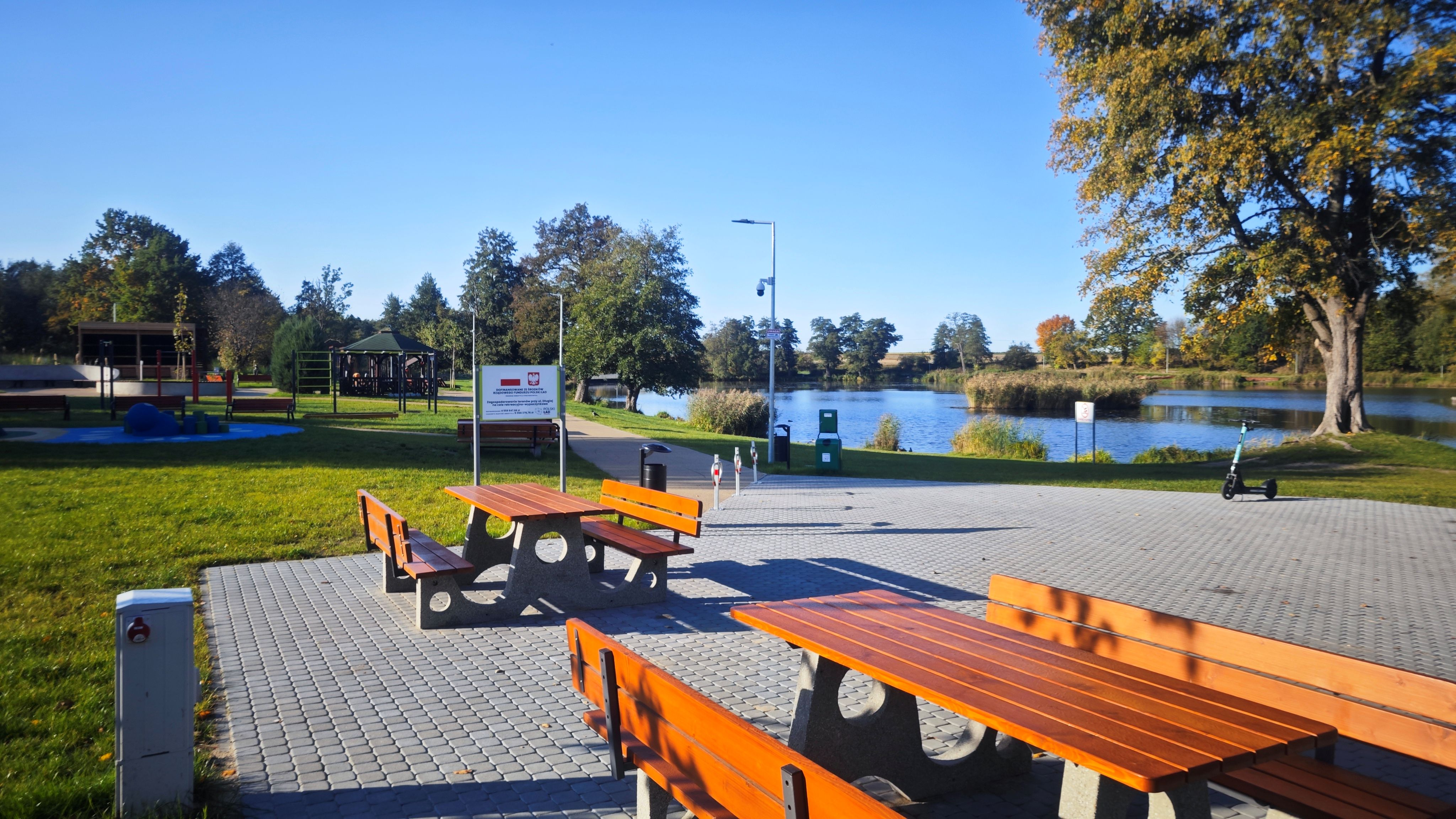
Obiekt na Piekiełku po remoncie, 2024

Jezioro Piekiełko (inne nazwy staw Piekiełko, Piekiełko Ani) jest to sztuczny zbiornik wodny o powierzchni ok. 3 ha na cieku wodnym Czerwony Rów na północno-zachodnich obrzeżach Braniewa, utworzony w XIII wieku w celu spiętrzenia wody na potrzeby wybudowanego tu młyna Arnolda w ówczesnym państwie krzyżackim.
Historia tego zbiornika wodnego wiąże się z założeniem na cieku Czerwony Rów młyna Arnolda (Wecklitzmühle), młyna, który to był już wymieniony z nazwy w przywileju lokacyjnym Braniewa z 1 kwietnia 1284 roku. Za prawdopodobny czas powstania młyna, grobli i tegoż zbiornika zaporowego, przyjmuje się lata 1273–1278.
Do II wojny światowej miejsce to nie służyło jednak celom rekreacyjnym mieszkańców, możliwe, że powodu znajdującego się tu młyna i młyńskich budowli hydrotechnicznych, być może dlatego, że w samym Braniewie nie brakowało atrakcyjnych miejsc do kąpieli nad rzeką Pasłęką.
Pod koniec II wojny światowej, w 1945 roku, przez zniszczoną groblę wyciekła woda ze stawu młyńskiego. Sam młyn popadł w ruinę, w końcu został rozebrany. Groblę odbudowano dopiero w latach 60. XX w. i ten zbiornik ponownie napełniono wodą. Nie przejął zapomnianej już przedwojennej nazwy Stawu Młyńskiego (Mühlenteich), lecz swą polską nazwę „Piekiełko” zapożyczył od zwyczajowej nazwy pobliskiego osiedla, nazwy nadanej osiedlu przez ludność osiedleńczą po II wojnie światowej, od jego złej wówczas sławy.
Gdy w roku 2000 wybudowano na Pasłęce przepławkę i zlikwidowano istniejące kąpielisko w centrum miasta przy zaporze na Pasłęce, władze miasta postanowiły urządzić właśnie przy zbiorniku wodnym „Piekiełko” plażę oraz niestrzeżone kąpielisko miejskie. Zostało ono oficjalnie otwarte 22 lipca 2009 roku. Kosztem 150 tys. złotych oczyszczono dno zbiornika, uformowano nabrzeże, utworzono plażę, wykonano trap wejściowy i niewielki pomost, postawiono tablice informacyjne. Gdy 7 sierpnia tego samego roku 2009 utonęła już druga osoba w tym jednym sezonie na kąpielisku, władze planowały zatrudnienie od kolejnego sezonu ratowników. W następnych latach przy plaży wybudowano zadaszone wiaty, boisko do siatkówki oraz parking. Miejsce to zostało następnie oświetlone. Z plaży i kąpieliska korzystali przez kolejne lata mieszkańcy Braniewa nie tylko w okresie letnim, popularne było ono wśród morsów i spacerowiczów we wszystkich porach roku. Na braniewskim Piekiełku tradycją stało się organizowanie przez włodarzy miejskich powitania Nowego Roku w dniu 1 stycznia. Imprezie towarzyszą między innymi biegi wokół akwenu wodnego, a także noworoczne kąpiele morsów.
W latach 2023–2024 zrealizowany został projekt „Zagospodarowanie terenów przy ul. Długiej na cele rekreacyjno-wypoczynkowe”. W ramach tego projektu teren wokół stawu został ponownie uporządkowany i zrewitalizowany. Powstały urządzenia małej architektury do zabawy dla dzieci, miejsce na ognisko, wybudowano specjalne trasy spacerowo-rowerowe. Koszt inwestycji wyniósł około 4,9 mln złotych. Jednak wówczas i w tym miejscu ustawiono – podobnie jak wcześniej przy zaporze – znak „zakaz kąpieli”, kończąc tym samym historię tego terenu rekreacyjnego jako miejskiego kąpieliska.

## Obiekty i infrastruktura kąpielowo-basenowa

### Łaźnia Starego Miasta (Baderberg)

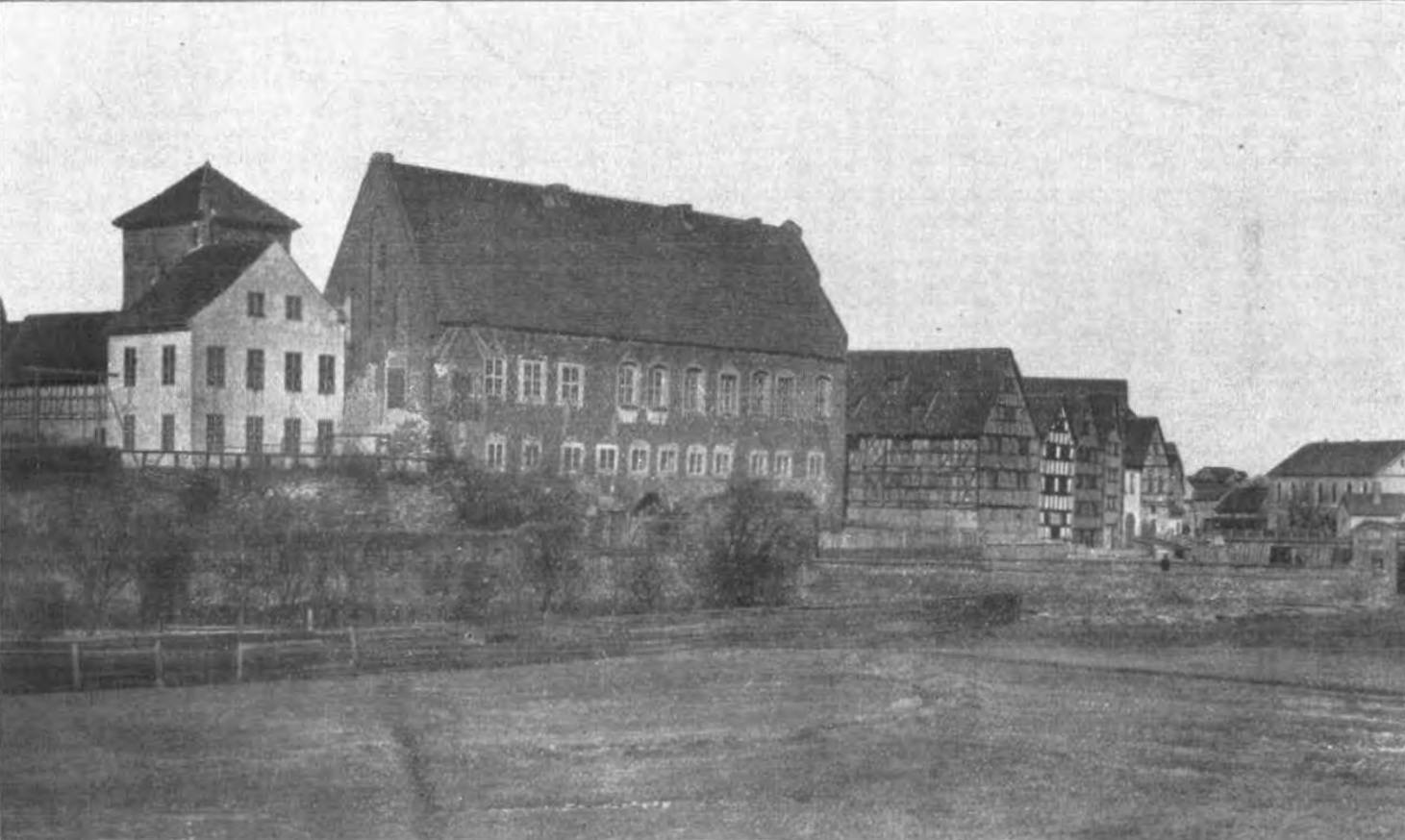
Przy spichlerzach ul. Baderberg, czyli Łazienna

Oprócz kąpielisk w otwartych zbiornikach znane były w Braniewie także łaźnie miejskie. Wobec braku infrastruktury sanitarnej, a często nawet wody bieżącej, w wielu mieszkaniach funkcje sanitarne przejmowały właśnie łaźnie publiczne. Taka łaźnia w XIX wieku funkcjonowała przy ulicy Baderberg, to jest Łaziennej. Ulica Baderberg wzięła właśnie swą nazwę właśnie od łaźni, a była położona ukośnie między mostem młyńskim a Wieżą Bramną (ulica współcześnie nieistniejąca). Lutterberg podaje, iż łaźnia ta była starsza niż znajdujące się w jej sąsiedztwie spichlerze.

### Łaźnia Nowego Miasta (1911)

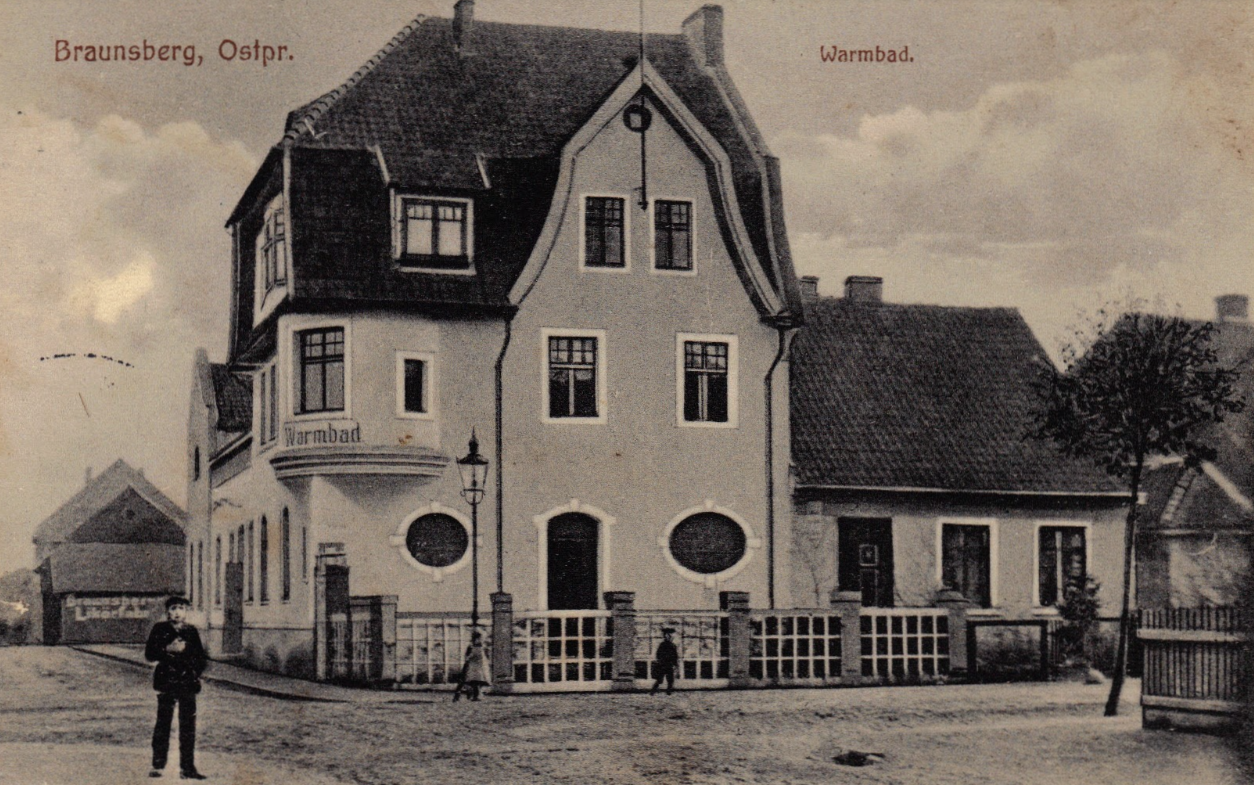
Łaźnia miejska z 1911 na widokówce

Kolejna znana łaźnia miejska (Warmbadeanstalt) w Braniewie, oferująca ciepłe kąpiele, została wybudowana w latach 1910–1911. Władze miasta zdecydowały się partycypować w powodzeniu tejże inwestycji, gdyż zapewne wybudowanie i utrzymanie łaźni miejskiej wśród nienawykłej jeszcze do tego rodzaju aktywności mieszkańców nie rokowało opłacalności. W celu powodzenia inwestycji władze miasta zawarły umowę z inżynierem Richardem Preuss z Królewca, odsprzedając mu w dobrej lokalizacji dużą działkę po rozebranym budynku o adresie Schloßdamm 2 (okolica skrzyżowania ul. Królewieckiej i Konarskiego, współcześnie teren przedszkola). Działka była wielkości 365 m² w cenie 6 marek za metr kw. Kontrahent zobowiązał się do postawienia na niej budynku łaźni miejskiej według uzgodnionego z radą miasta projektu oraz do jej utrzymania i prowadzenia z udostępnieniem dla wszystkich mieszkańców. Ponadto właściciel łaźni miał zapewniać rocznie 6 tys. bezpłatnych kąpieli dla młodzieży szkolnej, a także zobowiązany był do uzgadniania taryfikatora opłat za poszczególne usługi z radą miejską (np. prysznice dla pracującej ludności miasta w cenie 10 fenigów). W zamian za to miasto zobowiązywało się do dofinansowywania utrzymywania łaźni miejskiej kwotą 1500 marek rocznie oraz zagwarantowała stałe ceny za dostarczaną wodę (12 fenigów za m³) oraz gaz ziemny z miejskiej gazowni (10 fenigów za m³). Owe warunki obowiązujące inż. Preussa oraz prawnych następców tej inwestycji zapisane zostały pomiędzy Radą Miasta a inżynierem Preußem w formie umowy prawnej oraz zapis ten naniesiono do ksiąg wieczystych.
Inżynier Preuss już w 1910 postawił na tej działce budynek w stanie surowym. Następnie łaźnia miejska została wyposażona w 4 stanowiska kąpieli bąbelkowych przeznaczone dla pracujących mężczyzn, jedno dla dzieci oraz w dwie wanny do kąpieli dla mężczyzn. Wanny miały nadane odpowiednie klasy – dwie wanny były 1. klasy i dwie 2. klasy dla mężczyzn. Dla kobiet wanny były oczywiście oddzielne – jedna wanna 1. klasy i dwie wanny 2. klasy. Oprócz tego łaźnia wyposażona została w nowoczesną kabinę łaźni rzymskiej, to jest w jedno stanowisko do kąpieli świetlnych (opisane jako elektrisches Lichtbad, choć zapewne zastosowano lampy gazowe, gdyż Braniewo zostało zelektryfikowane dopiero w roku 1919). Ponadto było 5 stanowisk z prysznicem, 1 łaźnia parowa i 1 z gorącym powietrzem.
Łaźnię miejską w Braniewie oddano do użytku już 1 sierpnia 1911 roku. Po wizycie przedstawicieli magistratu w dniu 7 grudnia tego roku stwierdzono, że łaźnia miejska spełnia dobrze swoje zadania i że została wyposażona we wszystkie nowinki technologiczne współczesnych czasów. Łaźnia nie cieszyła się tak wielkim powodzeniem, na jakie liczono, jednak funkcjonowała poprawnie, o czym informują sprawozdania rady miejskiej z kolejnych lat, zawierające skrupulatne wyliczenia kosztów jej funkcjonowania.
W sprawozdaniu Rady Miasta z 1917 podano, że łaźnia miejska wymaga pilnych prac naprawczych, a z powodu kryzysu wojennego i niedostatku węgla była wyłączana z użytku przez 2 dni w tygodniu. W tym samym jeszcze roku została wystawiona na licytację. W roku następnym, 1920, obiekt łaźni Warmbadeanstalt widniał jeszcze w wykazie obiektów będących własnością miasta.
W następnych latach w budynku po łaźni miejskiej został otwarty warsztat samochodowy oraz szkoła zawodowa z nauką zawodu mechanika, bardzo zresztą przydatna w latach 20., na rosnącej fali motoryzacji. Jako wypełnienie niszy po brakującej łaźni znajdujący się w pobliżu zakład fryzjerski pod adresem Königsberger Straße 3 rozszerzył swoją działalność o ciepłe kąpiele, na które przerobił pomieszczenia piwnicy w budynku zakładu fryzjerskiego, powiększając w ten sposób gamę oferowanych usług pielęgnacyjnych.

### Basen miejski przy ul. Olsztyńskiej (1936)
W roku 1936 w mieście przy ówczesnej Mehlsacker Straße (współcześnie ul. Olsztyńska) został oddany do użytku pełnowymiarowy basen o wymiarach olimpijskich, tj. o długości 50 metrów. Basen ten wybudowano na wschodnich obrzeżach Braniewa, między ul. Olsztyńską a rzeką Pasłęką. Został zbudowany z myślą o utworzonym w mieście rok wcześniej, w 1935, dużym garnizonie wojskowym i taka też jego nazwa występowała w powszechnym użyciu – tj. Militärbadeanstalt, czyli basen wojskowy. Chociaż wojsko miało do niego pierwszeństwo, to z tego dobrodziejstwa mogli jednak korzystać wszyscy mieszkańcy, a ze względu na jego nowoczesność i dogodności cieszył się on dużą popularnością.
Był to jeden z największych i najnowocześniejszych tego typu obiektów w całych Prusach Wschodnich, doskonale wyposażony i całkowicie zautomatyzowany, woda była automatycznie przez pompy pobierana z pobliskiej Pasłęki, a następnie po przefiltrowaniu przez filtry instalacji basenowej, wypuszczana ponownie do rzeki. Rurociąg posiadał wyściółkę ceramiczną, co zapobiegało zażelaźnianiu wody. Basen posiadał kilka głębokości. Kompleks był wyposażony w budynek z szatniami/przebieralniami, wieżę z trampoliną do skoków do wody przy głębszej stronie basenowej oraz łączkę do leżakowania i opalania się. Przy basenie na rzece Pasłęce funkcjonowała ponadto przystań wodna dla kajaków.
Przemiany kulturowe i obyczajowe na tyle się już postąpiły w Prusach Wschodnich, że basen ten od samego początku już dostępny już dla wszystkich mieszkańców miasta bez rozgraniczania na płeć, czy wyznaczania oddzielnych dni, jak w przypadku wcześniejszych kąpielisk na rzece Pasłęce. Jako nowoczesny, jak na ówczesne czasy, obiekt cieszył się dużą popularnością wśród mieszkańców miasta.
Naloty i bombardowania miasta podczas przechodzenia frontu Armii Czerwonej w 1945 roku ten basen przetrwał w nie najgorszym stanie, na terenie kompleksu była tylko jedna wyrwa po bombie. Jednak po zajęciu miasta przez czerwonoarmistów, a później przez polskich osiedleńców i polskie władze, wszechobecny szaber nie ominął niestety urządzeń basenowych. Po wojnie postanowiono ponownie uruchomić to kąpielisko. Basen został prowizorycznie usprawniony w czynie społecznym i ponownie otwarty z wielką pompą 15 sierpnia 1950 roku. Przecięcia wstęgi dokonał I sekretarz Komitetu Miejskiego PZPR Stanisław Napieracz. Pieniądze na ten cel pozyskano m.in. z dochodu z meczu piłkarskiego. W tym dniu zorganizowano na nim wojewódzkie zawody pływackie. W kolejnym roku, 1951, basen funkcjonował, rozgrywano na nim zawody pływackie i mecze piłki wodnej. Później okazało się, iż ten czyn społeczny okazał się kiepski i basen został zamknięty w celu jego gruntownego wyremontowania.
Ponownie basen został otwarty w roku 1954. Organizowano na nim liczne zawody sportowe. W okresie letnim przyjeżdżali trenować na tym basenie m.in. olimpijczycy – sportowcy Wojskowego Klubu Sportowego „Flota” Gdynia. Wieczorami organizowano na terenie basenu potańcówki, przy basenie funkcjonował sklepik spożywczy i budka z lodami. Ponieważ ten obiekt basenowy miasto odziedziczyło prawie nowy (obiekt był z 1936 roku), toteż funkcjonował też przez wiele lat bez zarzutu, mimo że miasto szczędziło pieniędzy na konserwacje i bieżące remonty. W końcu, w połowie 1987 roku, basen został zamknięty przez władze miasta. Powodem zamknięcia był brak pieniędzy w kasie miejskiej na konieczną, spowodowaną wieloletnim niedoinwestowaniem, konserwację urządzeń basenowych.
Zamknięcie basenu miało być tylko przejściowe, co raz podnoszono kwestię jego remontu i ponownego otwarcia, lokalni politycy obiecywali jego uruchomienie przy każdych kolejnych wyborach. Obietnic jednak nie dotrzymywano, a niezagospodarowana i niekonserwowana infrastruktura niszczała z rok na rok coraz bardziej. Pod koniec lat 90. basen był już kompletną ruiną, co przedstawiają zdjęcia wykonane podczas inwentaryzacji obiektu w roku 1999. Wówczas jego stan był opisywany: Ruina. Budynki szatni – zdewastowane, basen – korona zniszczona, zbiornik spękany, częściowo zasypany śmieciami, porosły drzewami, wieża trampoliny zdewastowana, schody wyrwane.
Przez kolejne lata basen popadał w jeszcze większą ruinę, obracał się stopniowo w gruzowisko i śmietnisko, z roku na rok bardziej zarastając. Jeszcze przez kilka lat pojawiały się plany, najpierw wyremontowania basenu, później jego odbudowy, w końcu zbudowania w jego miejscu nowego kompleksu basenowego. Żadnego z tych planów jednak nie zrealizowano. Ostatecznie w 2006 władze miasta zdecydowały się wystawić ten teren na sprzedaż. Współcześnie po tym basenie nie ma śladu, teren jest prywatny i ogrodzony.

Basen miejski przy ul. Olsztyńskiej
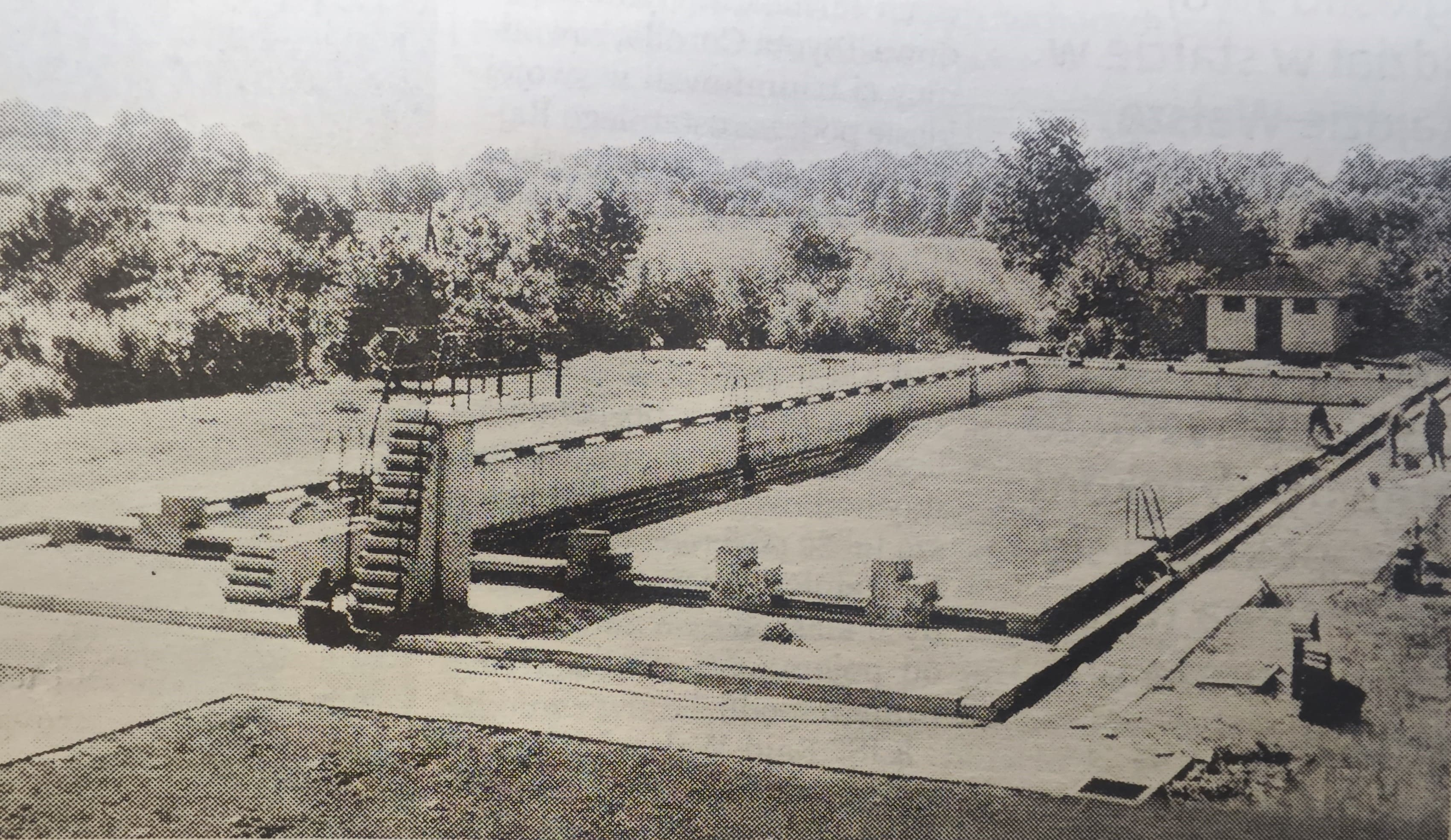
Basen przed otwarciem, ok. 1950
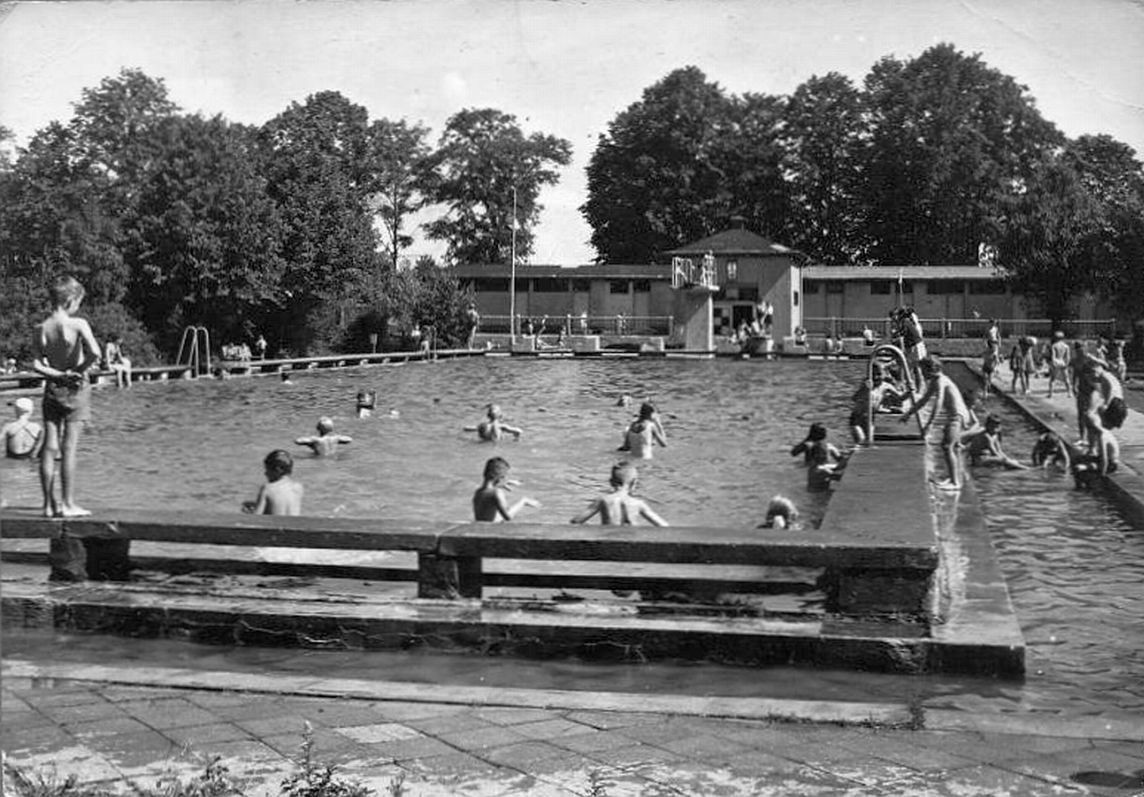
W latach świetności, ok. 1960
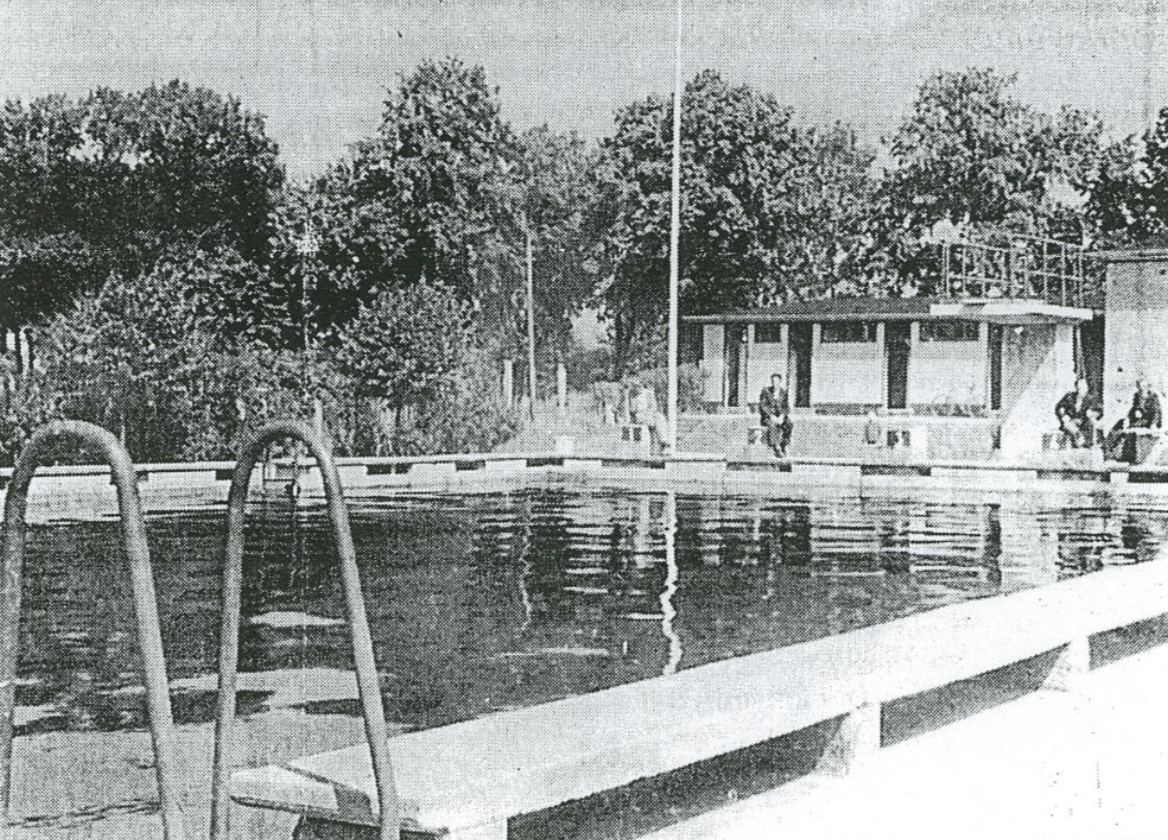
Lata 60.
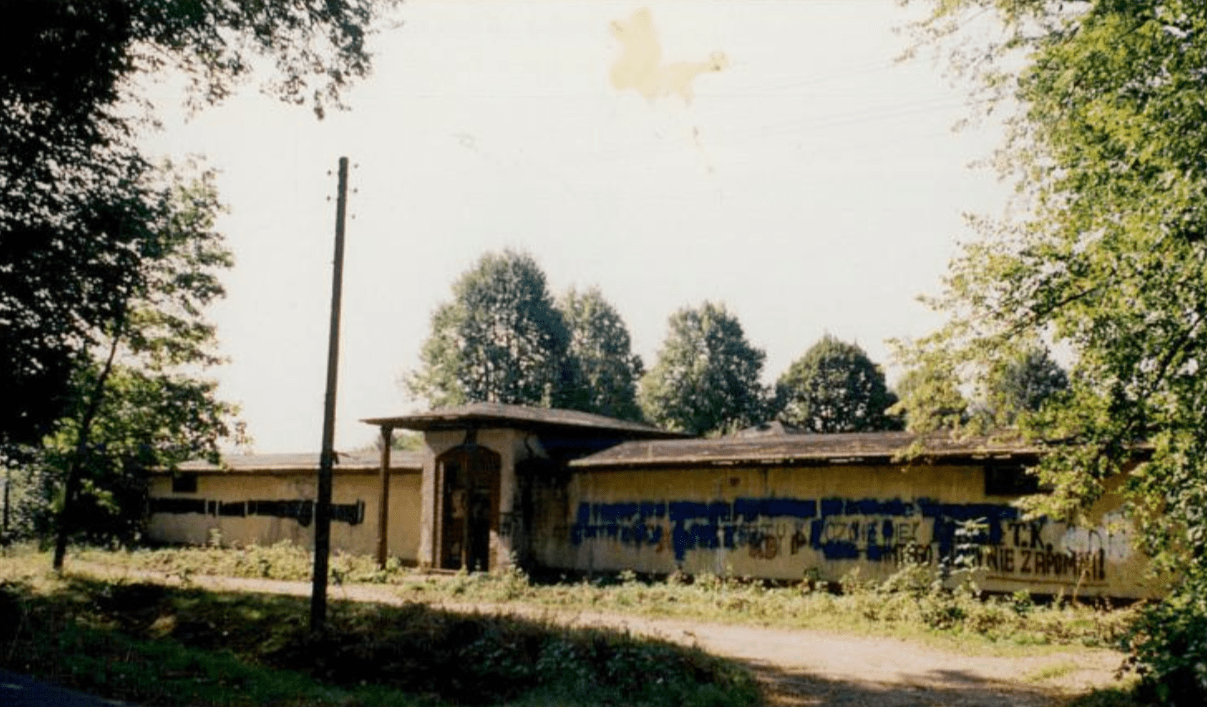
Rok 1999
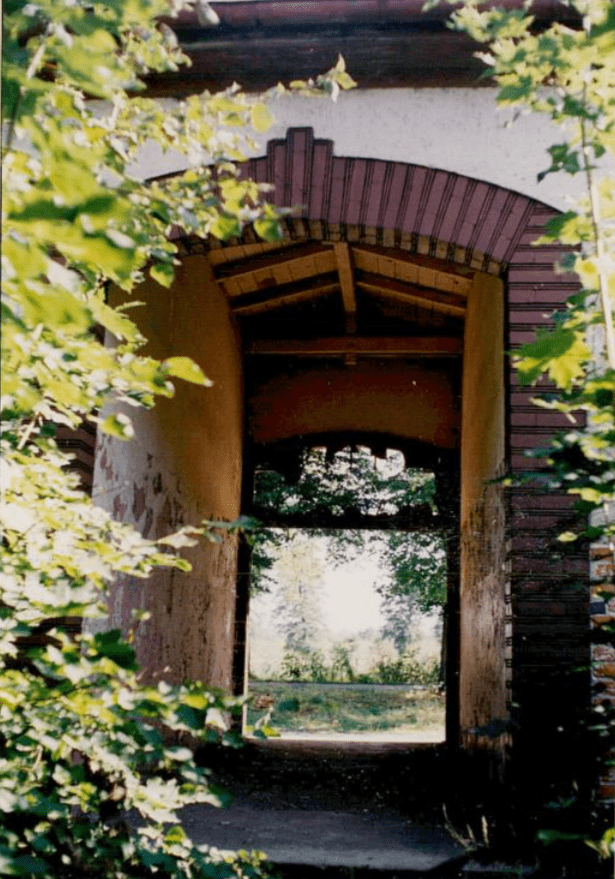
Wejście na basen
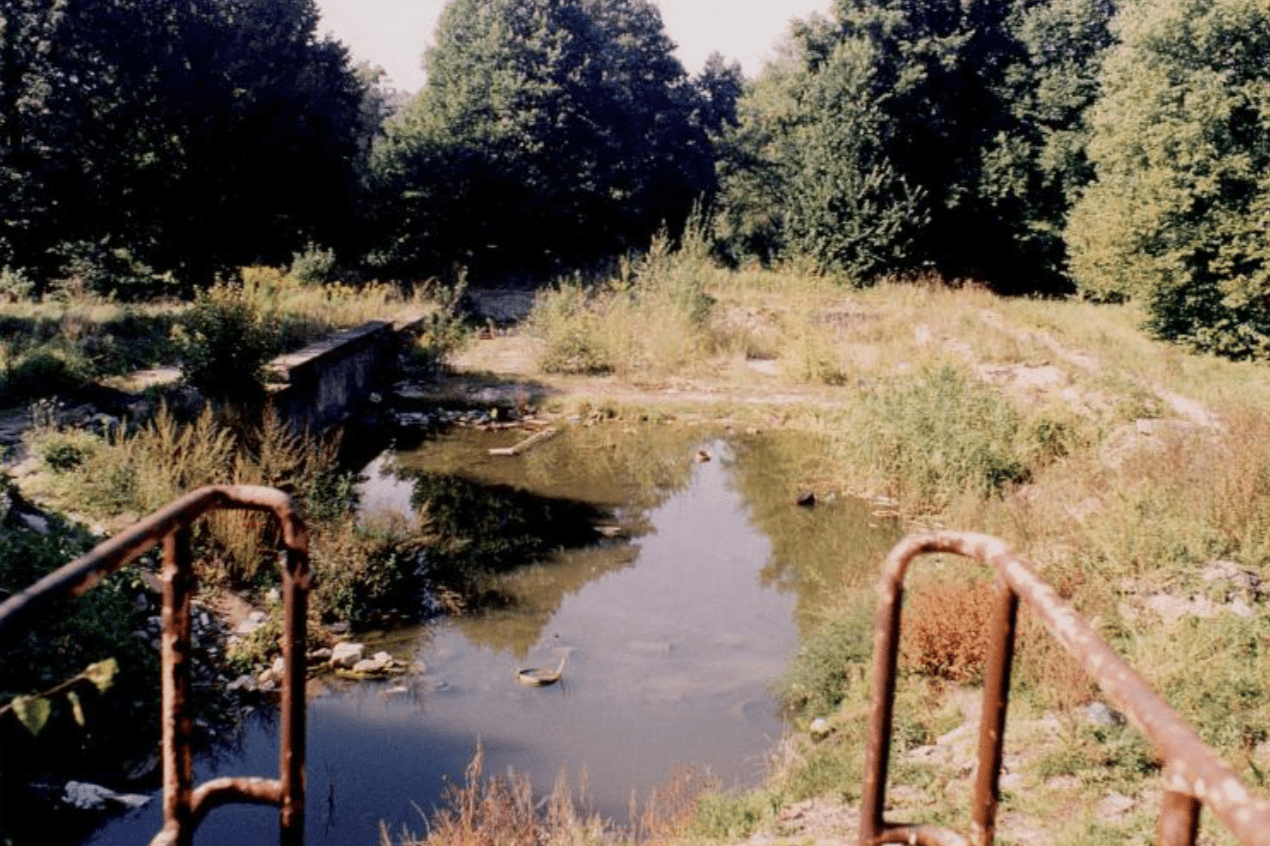
Niecka w ruinie
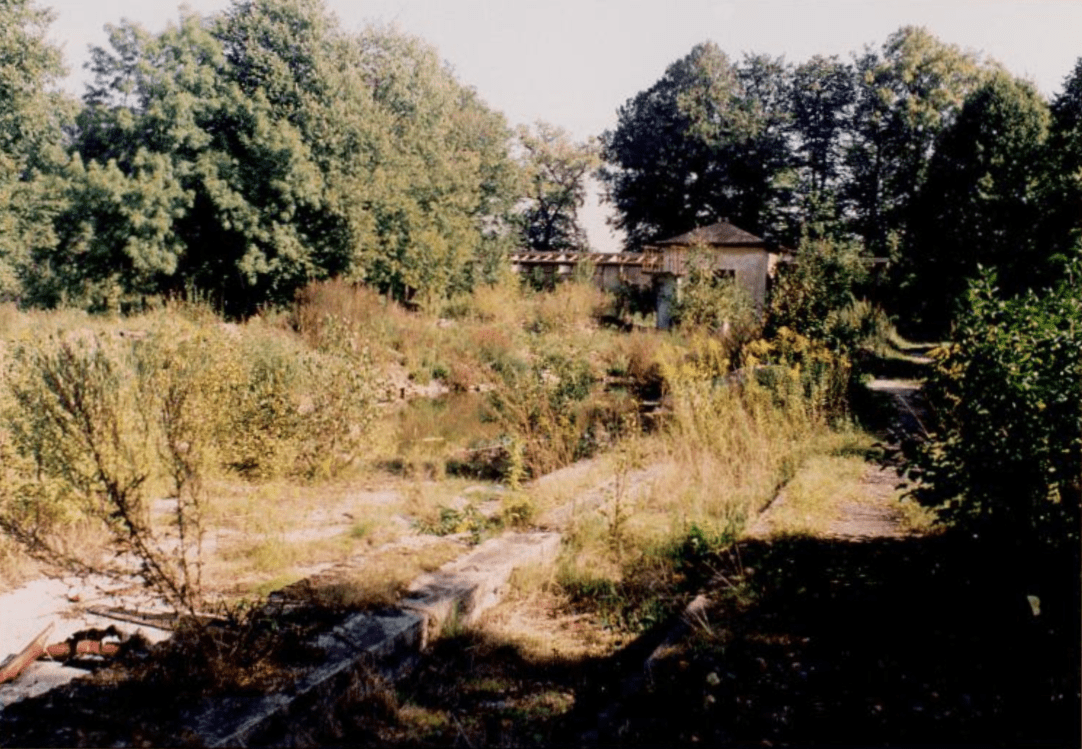
i porośnięta krzakami
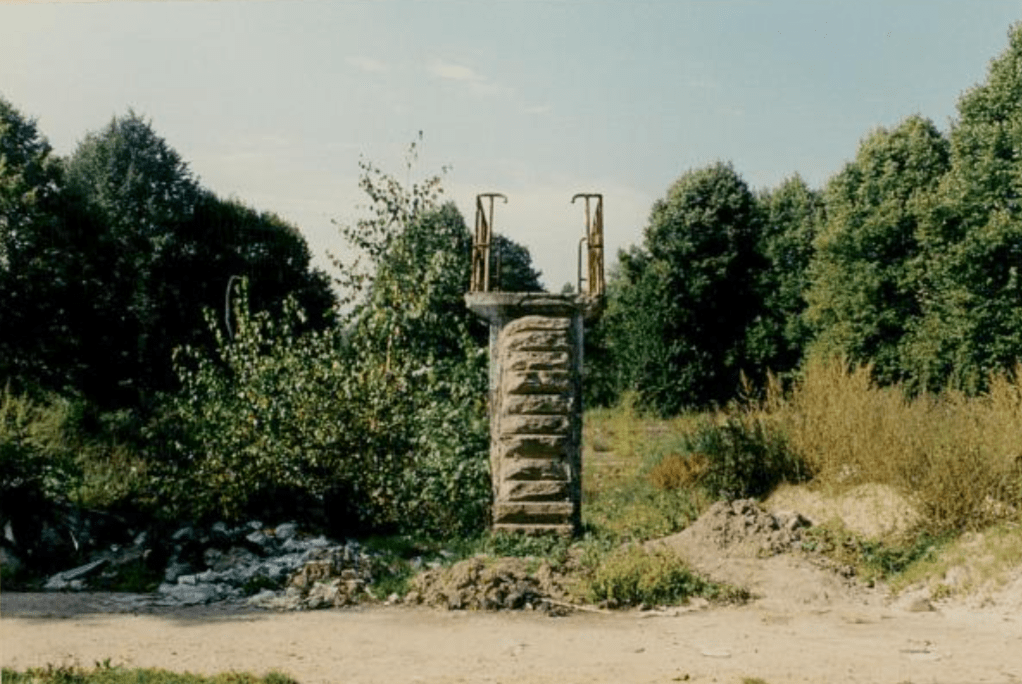
Kikut wieży/skoczni
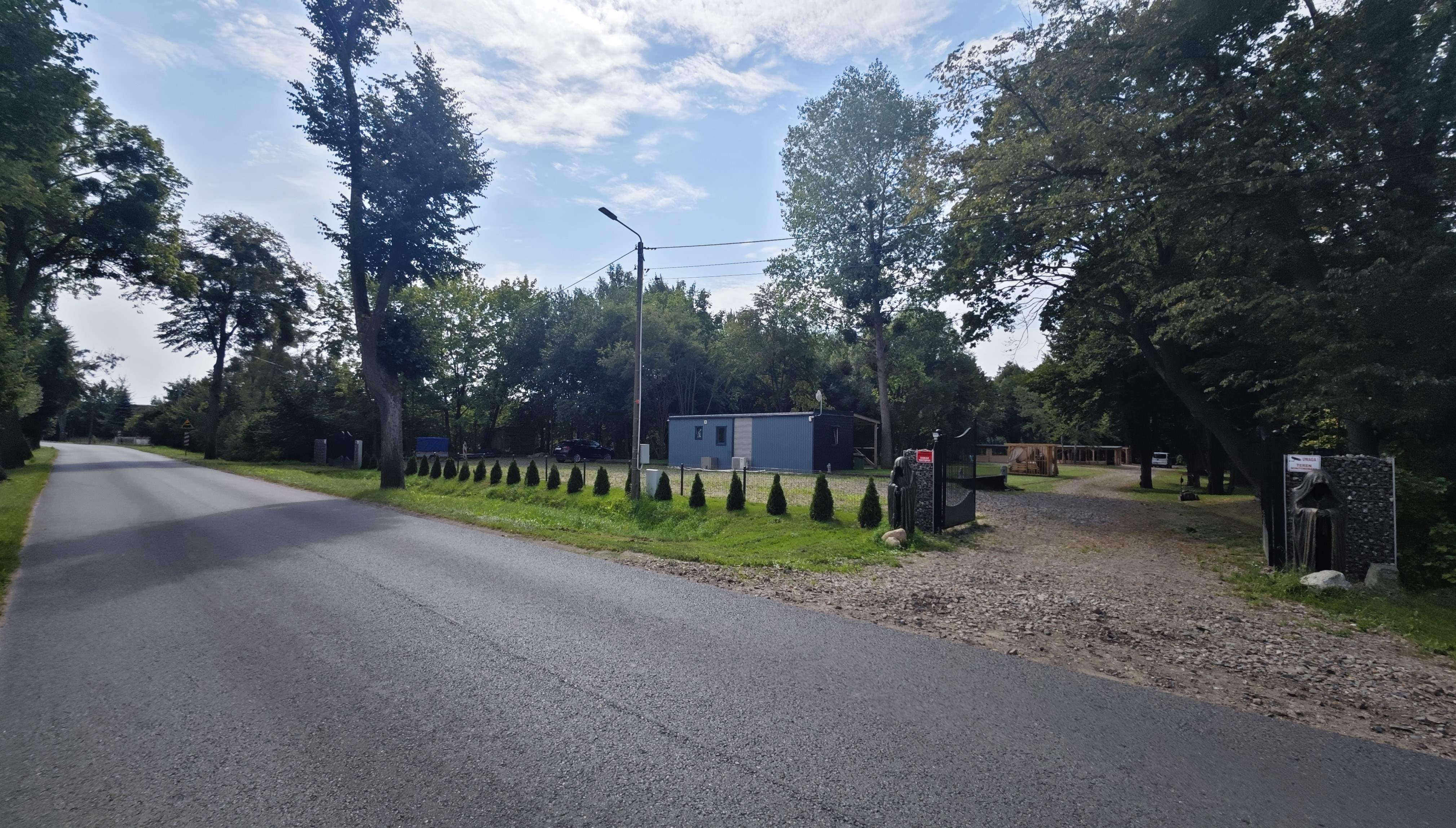
Tu w XX w. znajdował się basen miejski

### Basen kryty (2011)
Mimo podnoszonych co raz planów odbudowy lub zbudowania nowego basenu, mieszkańcy Braniewa przez ponad dwie dekady nie mieli do dyspozycji takiego ośrodka rekreacji. Najbliższy tego typu obiekt kąpielowy, zostanie po pięciu latach, w 1992, oddany do użytku w pobliskim Fromborku. Pomysły na własny basen w Braniewie, ze względu na koszty nie wychodziły poza strefę planów. W pierwszym okresie zamierzano zrewitalizować niszczejący obiekt przy ul. Olsztyńskiej. Z biegiem lat, gdy szanse uratowania basenu przy Olsztyńskiej zbliżały się do zera, koncepcja ta ewaluowała. W 2000 pojawiły się plany adaptacji obiektów po zlikwidowanym w 1997 stadzie ogierów przy ul. Moniuszki na kompleks rekreacyjno-basenowy. Pomysłodawcą projetu był burmistrz Braniewa Andrzej Skurzyński. Według założeń na terenie dawnej stadniny miał powstać aqualand, korty tenisowe, hotel, restauracja i oczywiście miało się znaleźć również miejsce dla koni, gdyż w przyszłości miała być tam prowadzona również hipoterapia. Burmistrz Skurzyński zapewniał, że basen zostanie wybudowany w tej lokalizacji w 2001, najpóźniej do stycznia 2002 roku.
Wybrane w wyborach samorządowych w 2002 roku nowe władze miasta szybko wycofały się z pomysłu budowy aquaparku. Nowy burmistrz Braniewa Henryk Mroziński odrzucił forsowaną przez poprzednika koncepcję budowy aquaparku ze względu na nie do udźwignięcia przez miasto koszty. Kolejne plany budowy nowego basenu powstały w 2003 roku. Wybrany został inny, bardziej realny kosztowo wariant i nowa jego lokalizacja przy ul. Łąkowej – pomiędzy stadniną koni i stadionem Zatoki Braniewo. W latach 70. XX w. na tym obszarze planowano wybudować szkołę i już wówczas wywłaszczono z tych działek 30 działkowiczów ROD „Katarzynki”. Projektu jednak nie realizowano, a z czasem stał się on niektualny, bo po przemianach roku 1989 na szkołę pozyskano obiekty po jednostce wojskowej w „białych koszarach”.
W 2003 w Urzędzie Miasta Braniewa rozstrzygnięty został przetarg na opracowanie koncepcji budowy basenu. Budowę basenu planowano rozpocząć w 2004, toteż w listopadzie 2003 już ostatecznie odebrano działki 30 działkowiczom ROD pomiędzy ul. Łąkową i Botaniczną. Jednak ze względu na brak pozyskania dofinansowania z zewnątrz termin rozpoczęcia budowy był stale przesuwany, a mieszkańcy Braniewia przez przez kolejne lata mogli tylko korzystać z otwartej pływalni w pobliskim Fromborku. Z tą inwestycją nic się nie działo aż do roku 2009. Dopiero w tym roku został ogłoszony pierwszy przetarg na budowę basenu, do którego przystapiły 4 firmy. Jednak każda ze złożonych ofert okazała się dla miasta za droga – najtańsza z nich o 1,3 mln złotych droższa niż miasto zaplanowało. Wobec tego burmistrz unieważnił ten pierwszy przetarg na wyłonienie wykonawcy i wyznaczył nowy termin rozstrzygnięcia na 12 stycznia 2010 r. W drugim przetargu został już wyłoniony wykonawca, którym zostało Przedsiębiorstwo Budownictwa Ogólnego „EKOBUD” Sp. z o. o. z Ostródy, a jego partnerem była firma „Sport System” z Olsztyna.
Aby nie stracić przyznanego dofinansowania z Europejskiego Funduszu Rozwoju Regionalnego – 9 946 973,18 zł – budowa basenu miała się zakończyć się 15 listopada 2010 r. Czasu więc było mało. Prace budowlane ruszyły 15 lutego, pracowano po 12 godzin, czasami również w nocy. Budowa i cały proces rozruchu technologicznego się jednak przeciągały. Uroczyste otwarcie obiektu nastąpiło wreszcie 20 maja 2011 roku. Otwarcie basenu zaingurował burmistrz Braniewa Henryk Mroziński, wykonując skok w garniturze do basenu. Basen kosztował ponad 17,6 mln zł. W jego skład wszedł basen sportowy o wymiarach 25 m × 12,5 m i głębokości 1,2–1,8 m (6 torów), basen rekreacyjny i do nauki pływania o głębokości 1,20 m i powierzchni lustra wody 87 m² (zawierający gejzer, dwie dysze do masażu karku, ławeczkę do masażu wodno-powietrznego oraz wydzieloną część na brodzik z małą zjeżdżalnią), wanna z hydromasażem o powierzchni lustra wody 4,5 m². Ponadto wybudowano trybuny z 200 miejscami siedzącymi oraz zaplecze socjalne.
W 2013 budynek braniewskiego basenu zdobył wyróżnienie w konkursie „Budowniczy polskiego sportu 2013” w kategorii sportowa architektura regionu. Od 31 sierpnia 2019 roku, po zlikwidowaniu zakładu budżetowego „Kompleks Rekreacyjno-Rehabilitacyjny Zdrowe Braniewo – Kryta Pływalnia w Braniewie”, zarządzanie basenem przejął Miejski Ośrodek Sportu „Zatoka” w Braniewie.

Co ciekawe, uruchomienie długo oczekiwanego miejskiego basenu w Braniewie, zbiegło się otwarciem w mieście drugiego, choć dużo mniejszego basenu, wybudowanego w hotelu „Warmia” przy ul. Gdańskiej. Oba baseny zostały oddane do użytku nawet w samym miesiącu, w maju 2011, z tym że basen prywatny w hotelu „Warmia” został otwarty kilka tygodni wcześniej. Ten basen hotelowy został wyposażony w jacuzzi, saunę i grotę solną i był obiektem dostępnym zarówno dla gości hotelowych, jak i dla mieszkańców. Obecnie (rok 2025) basen hotelony jest zamknięty do odwołania.

Basen kryty współczesny
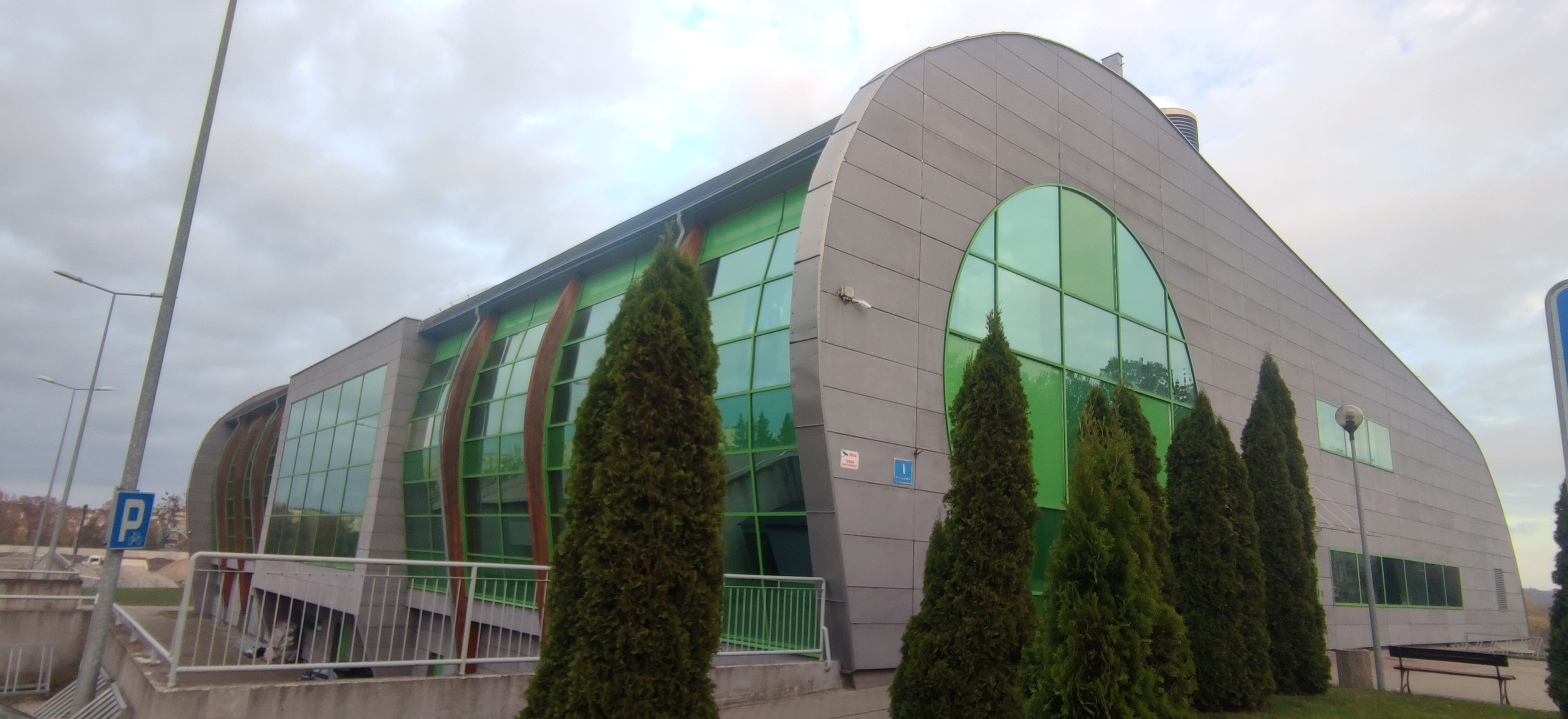
Basen MOS „Zatoka”
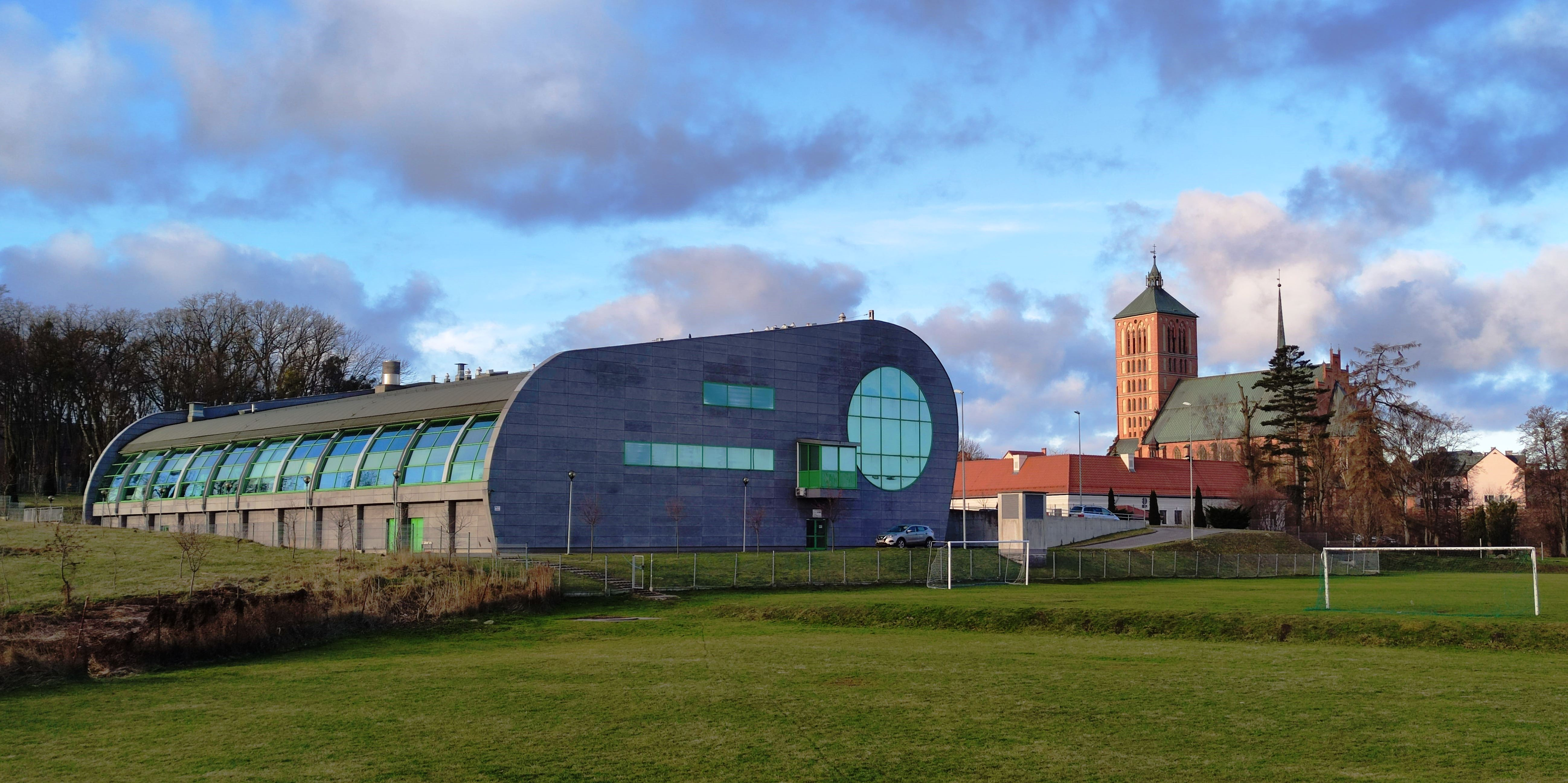
Widok z drugiej strony
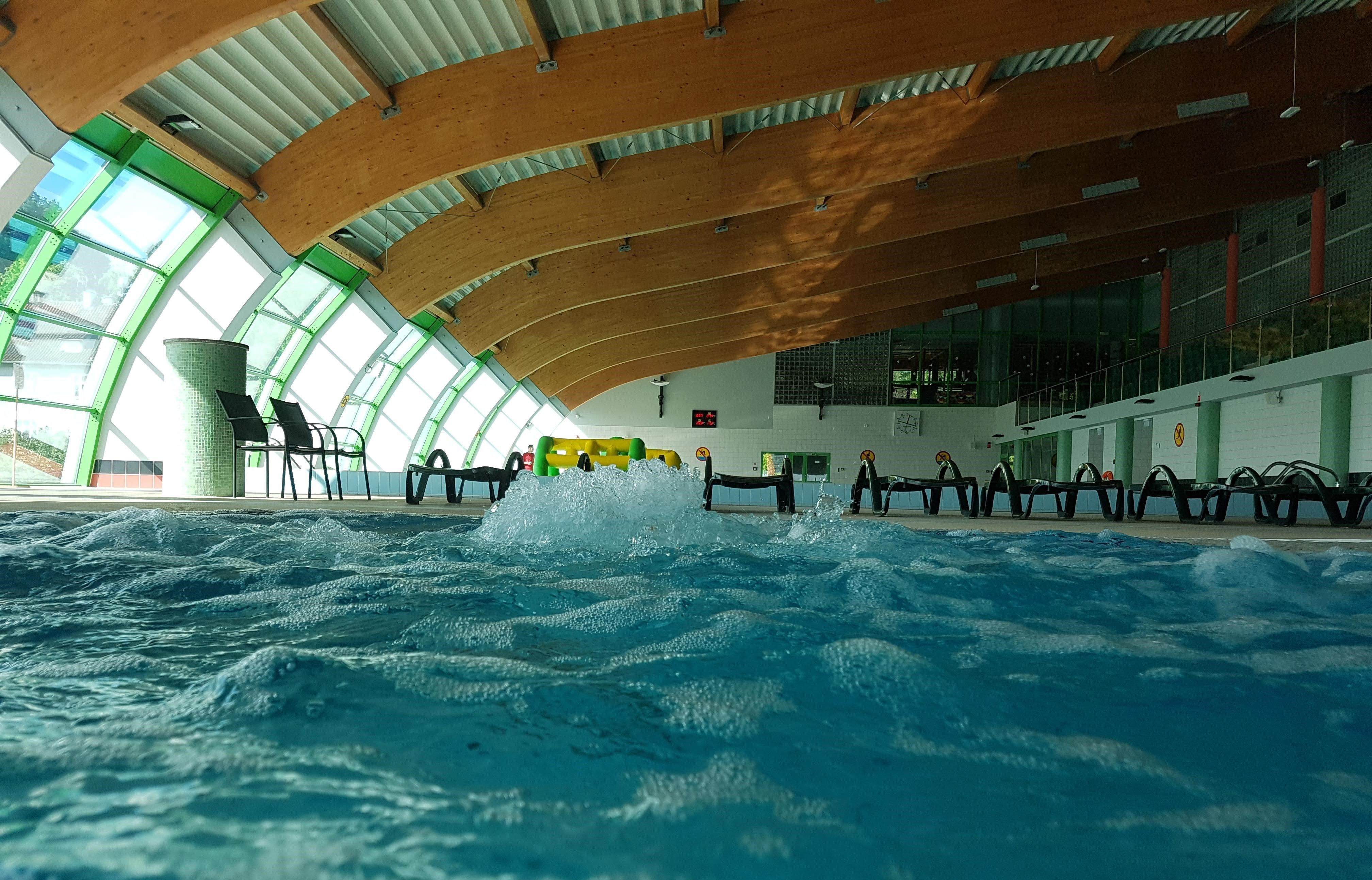
Widok z małego basenu
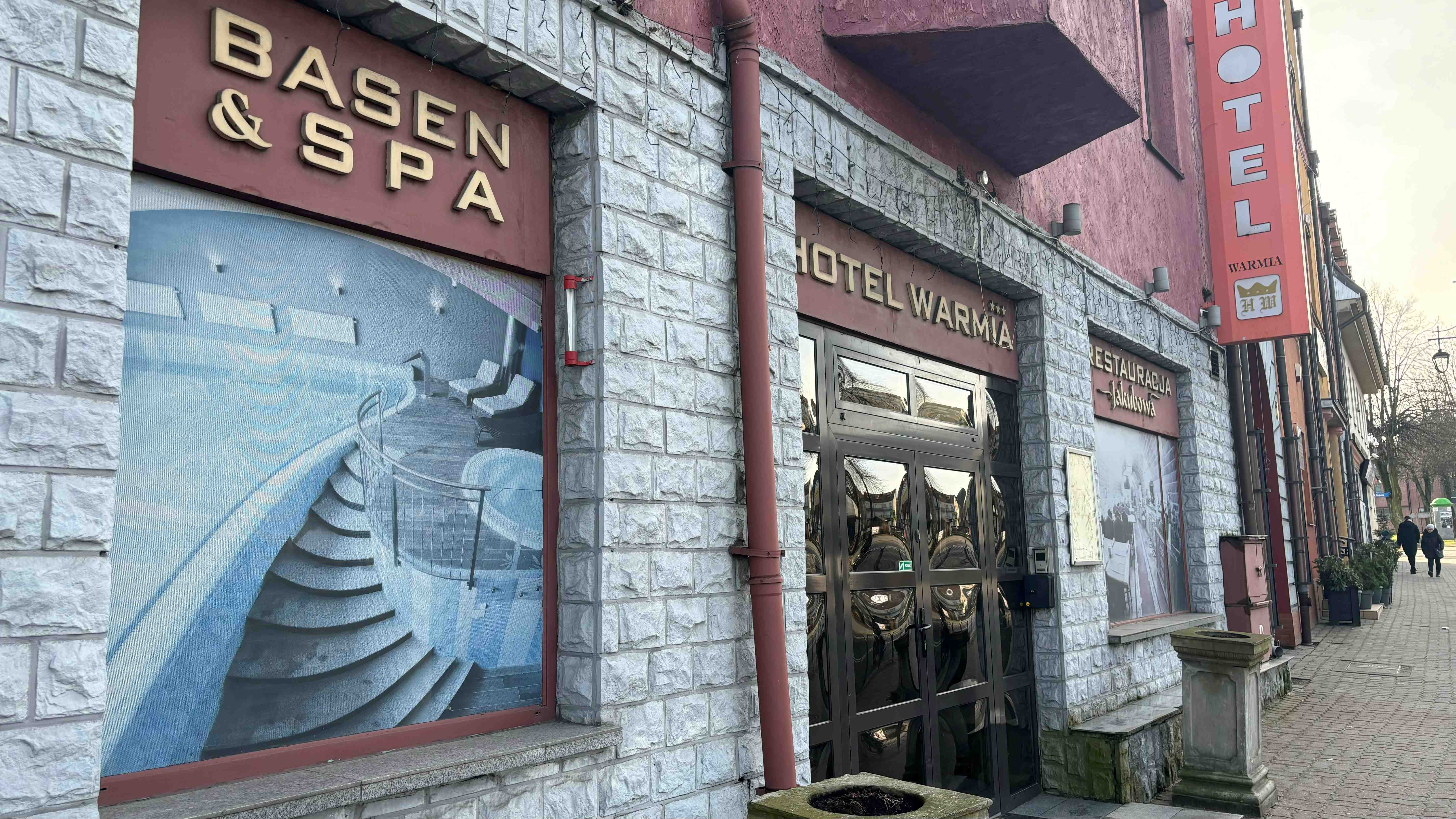
Basen w hotelu Warmia

## Obiekty i kąpieliska w pobliżu Braniewa

### Zalew Wiślany

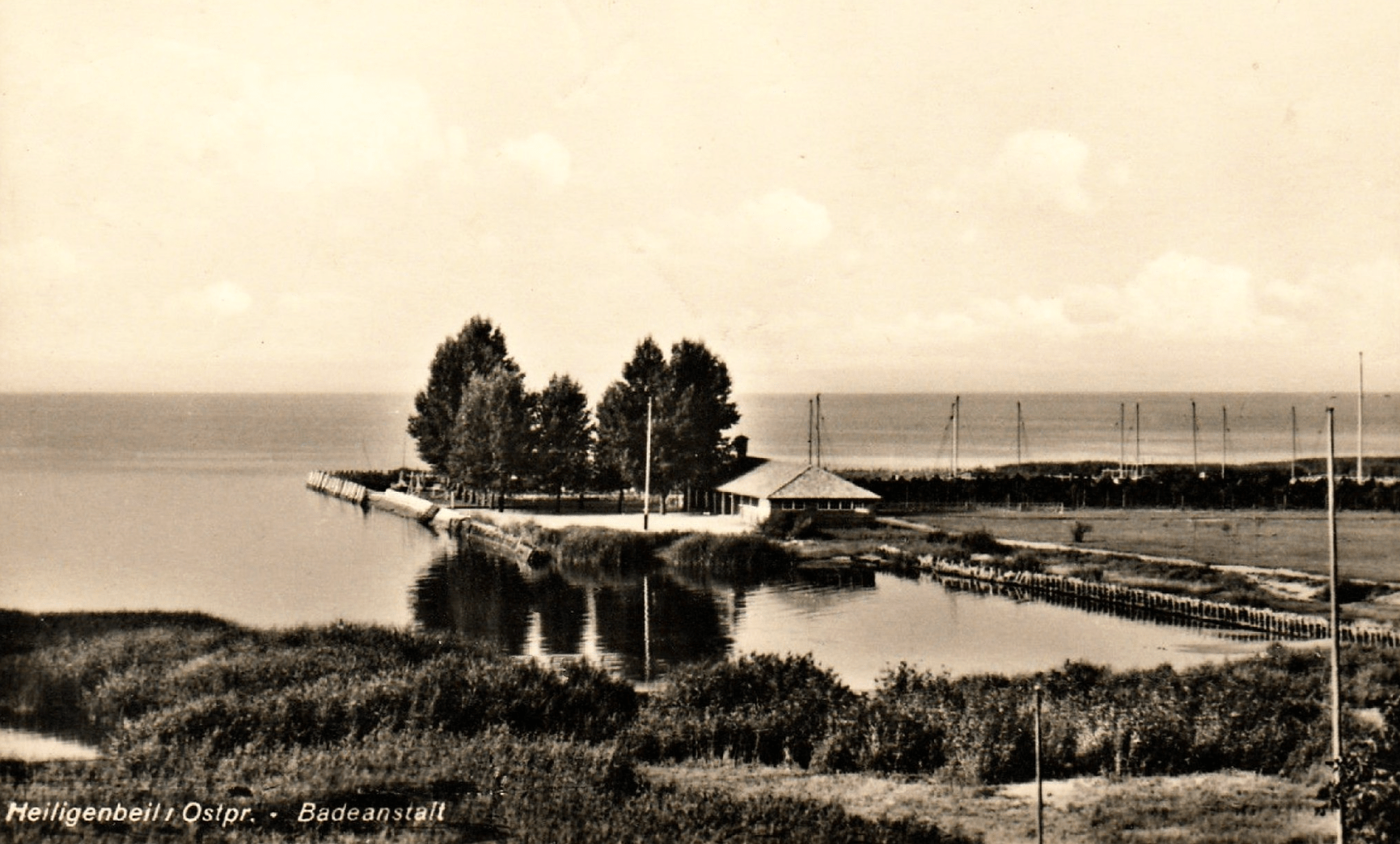
Rosenberg k. Mamonowa, z którego korzystali mieszkańcy Braniewa

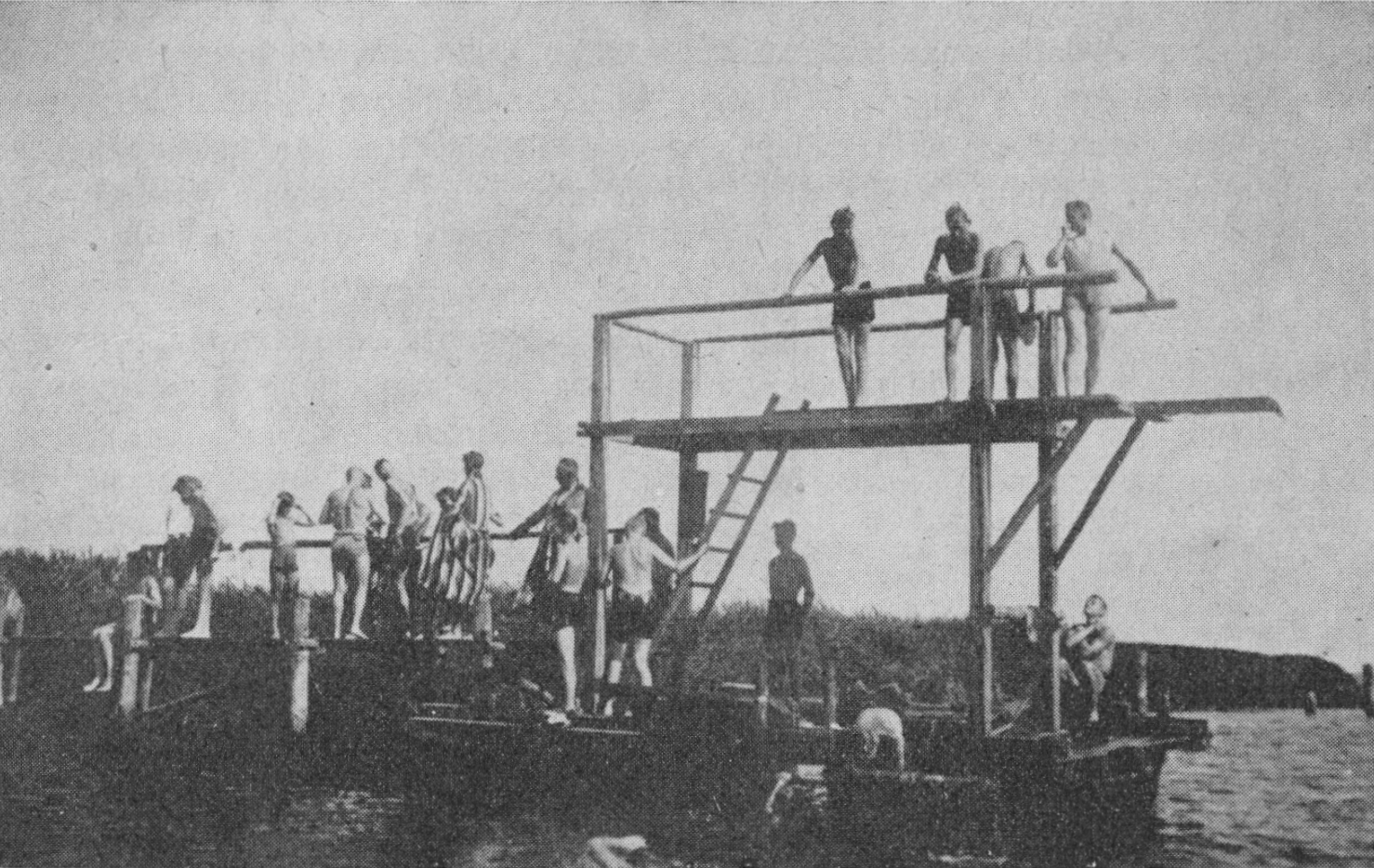
Rosenberg, święto Szkoły Zamkowej, 1938

Braniewo jest położone zaledwie ok. 7–8 km od oczywistego naturalnego zdawałoby się miejsca do kąpieli, jakim są wody Zalewu Wiślanego.
Najbliżej położona plaża znajduje się w Nowej Pasłęce. Popularna była wśród mieszkańców Braniewa również przed wojną. Notowani byli śmiałkowie, którzy dokonywali wyczynu przepłynięcia stąd wpław Zalewu Wiślanego z Nowej Pasłęki na Mierzeję Wiślaną (oczywiście przy asekuracji łodzi). Jako pierwsza głośnym echem odbiło się pokonanie Zalewu wpław w roku 1931 przez Annę Christ Schulz, córkę posiadacza ziemskiego w Młotecznie, uczennicę miejscowej szkoły żeńskiej Elisabethschule. Gdy 3 lata później, w 1934, powtórzyła ten wyczyn, napisała w tym lokalna prasa. Dotknęła tym wówczas honoru chłopców ze szkół męskich w Braniewie, którzy nie chcieli pozostawać w tyle. W 1936 powtórzył ten wyczyn m.in. Robert Reckwardt (ur. 1913, matura 1936 w Braniewie, późniejszy redaktor sportowy w Heidelbergu w 1983 mistrz świata w bieg na 80 metrów przez płotki w kat. M 70), pokonując Zalew Wiślany w 3 godziny i 8 minut, o czym napisano wówczas nawet w Königsberger Allgemeine Zeitung.
Po wojnie przez wiele lat, do końca XX w. i na początku XXI w. ze względu na zanieczyszczenie wody ściekami przemysłowymi i duże zagrożenie bakteriologiczne, obowiązywał w Zalewie Wiślanym zakaz kąpieli, o czym informowały mieszkańców zamieszczane w prasie lokalnej komunikaty Państwowego Terenowego Inspektora Sanitarnego. Jakość wód Zalewu pod względem bakteriologicznym już w latach 1997–2000 uległa znacznej poprawie, jednakże Sanepid w pierwszej kolejności wydał zgody na otwarcie plaż położnych dalej od Braniewa, tj. w Tolkmicku i w Kadynach.
Po dopuszczeniu do kąpieli miejsca przy plaży przy Domu Rybaka w Nowej Pasłęce mieszkańcy Braniewa coraz chętniej wybierali to miejsce, ze względu na uroki i nieduże oddalenie od Braniewa, około 8 km. Przy plaży w Nowej Pasłęce odbywały się również różne gminne imprezy oraz organizowane były Dni Nowej Pasłęki. Plaża ta służyła jednak przez niedługi czas. Od 2013 roku w Domu Rybaka rozpoczęła stacjonowanie Straż Graniczna, która wygrodziła część plaży na swoje potrzeby. Po kilku latach przejęła już cały teren plaży, zabierając możliwość korzystania z najbliżej Braniewa położonej dużej plaży nad Zalewem.

### Basen we Fromborku (1992–2014)

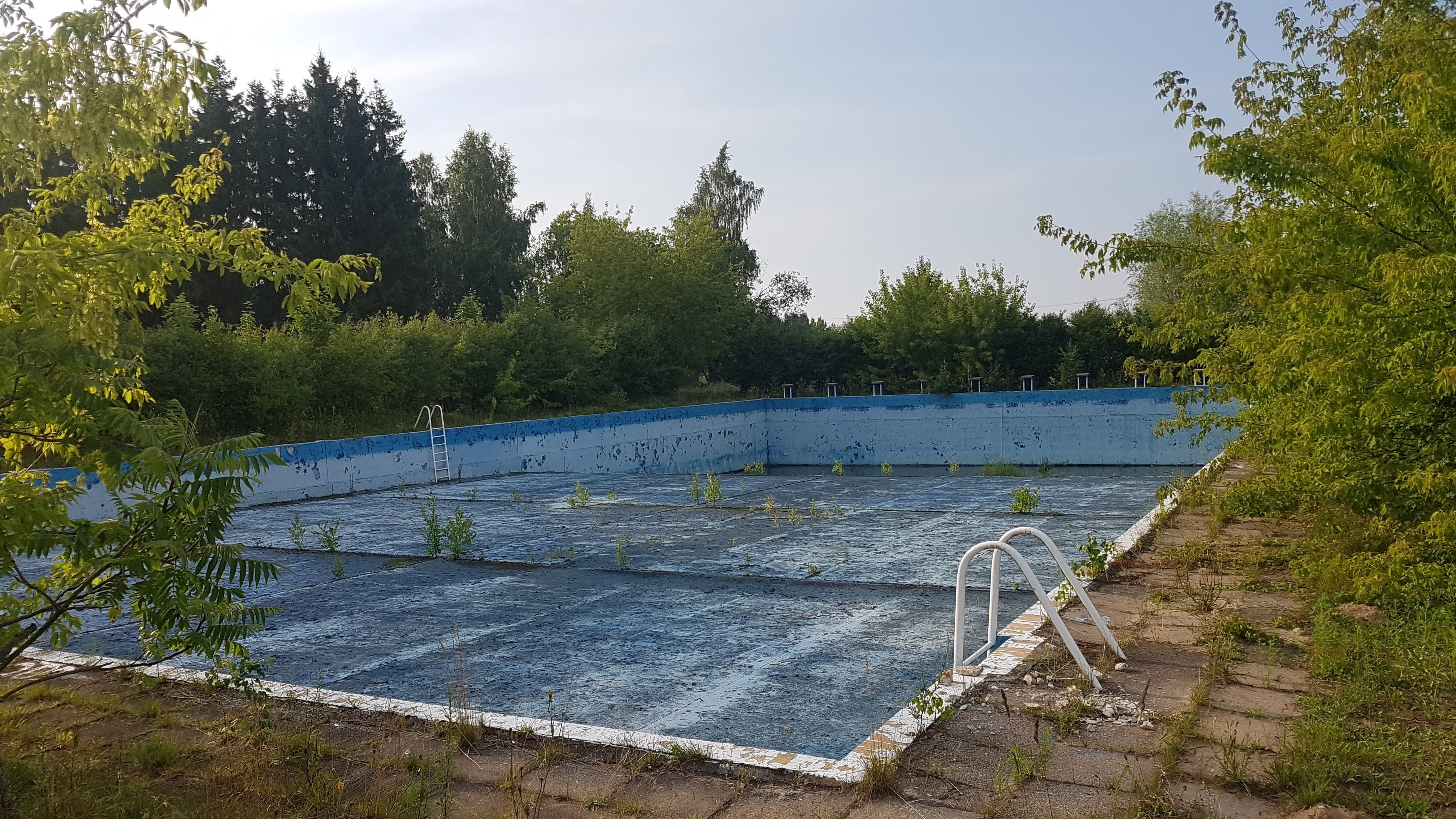
Niszczejący basen we Fromborku (2022)

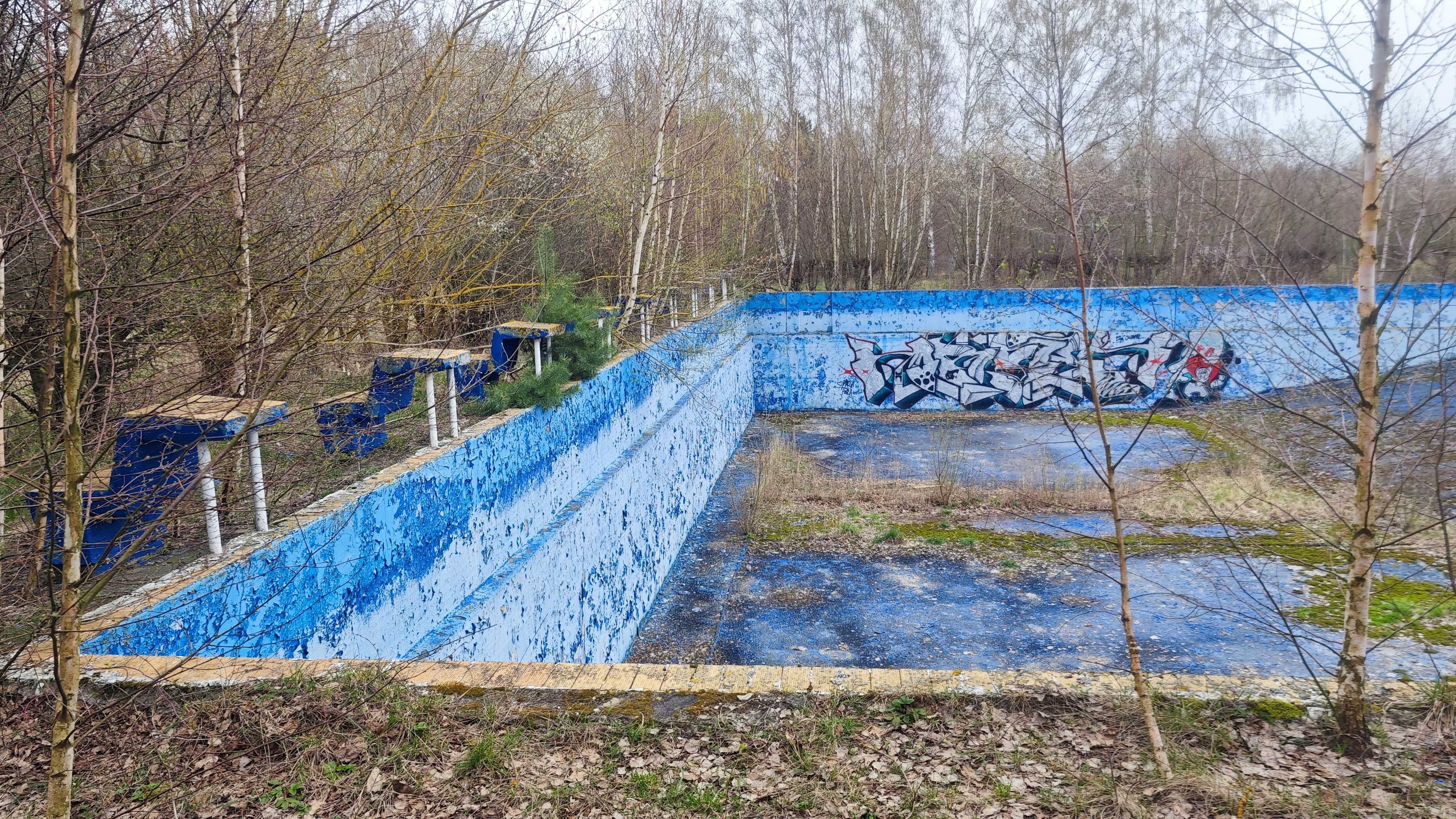
Niszczejący basen we Fromborku (2024)

Frombork jest wprawdzie oddalony o około 10 km od Braniewa, jednak ze względu na brak przez lata takiego obiektu rekreacyjnego w Braniewie (basen braniewski zamknięto w 1987), w okresie wakacyjnym władze tego miasta uruchamiały specjalną linię autobusową z Braniewa na basen we Fromborku. Specjalny autobus kursował z Braniewa codziennie ok. godz. 9.30 i 10.30, powrót był o godz. 15.30 i 16.30. Dzieci i młodzież szkolna mogła z niego korzystać za darmo, za okazaniem legitymacji szkolnej, osoby dorosły musiały wykupować bilet.
Do lat 80. XX w. we Fromborku kąpieliska nad Zalewem Wiślanym były nieczynne, to znaczy niedopuszczone do kąpieli, wskutek dużego zanieczyszczenia wód Zalewu Wiślanego przez ścieki komunalne i przemysłowe w dobie socjalistycznej polityki gospodarczej. To zmobilizowało włodarzy i mieszkańców Fromborka do podjęcia inicjatywy wybudowania w tym turystycznym miasteczku kompleksu basenowego. Plany były bardzo ambitne, założono wybudowanie dwóch pełnowymiarowych basenów, z czego jeden miał być przeznaczony na kąpiele solankowe, oprócz tego miał powstać basen młodzieżowy, brodzik, plac zabaw dla dzieci, parking oraz zaplecze sanitarno-socjalne. Na lokalizację zostało wybrane wzgórze na obrzeżach Fromborka od strony Braniewa, notabene przy ulicy Braniewskiej. Taka lokalizacja miała sprzyjać korzystaniu z kompleksu przez mieszkańców obu miast. Ponadto plan rozwoju Fromborka zakładał powstanie w dalszej perspektywie w tej lokalizacji hoteli i obiektów uzdrowiskowych. Baseny miały powstać przy finansowym wsparciu władz wojewódzkich i centralnych, szacunkowy koszt miał wynieść 90 mln ówczesnych polskich złotych. Rada miasta Fromborka przeznaczyła w pierwszym kroku 10 mln, uzyskane przez miasto w 1984 roku jako nagroda w konkursie „Mistrz gospodarności”. Z hurraoptymizmem rozpoczęto budowę, która niebawem, w 1985 roku, została wstrzymana przez Urząd Wojewódzki w Elblągu z powodu niedopełnienia formalności prawnych związanych z zagospodarowaniem gruntów ornych. Gdy formalności dopełniono, prowadzono z uporem dalsze starania o wsparcie finansowe budowy przez różne instytucje, w tym także ministerialne, głównie przez ministerstwo górnictwa i energetyki. Skutkiem tych zabiegów budowa basenu została wznowiona w 1989 roku, inwestycja została jednak już racjonalnie ograniczona do jednego basenu. Budowę ukończono wreszcie w 1992 roku. Powstała jedna duża pływalnia o wymiarach olimpijskich, tj. o długości 50 metrów, szerokości 25 m i pojemności zbiornika 2,5 tys. m3. Razem z basenem oddano do użytku stację uzdatniania wody, dzięki czemu woda basenowa krążyła w obiegu zamkniętym. Urządzono również przebieralnie, natryski i sanitariaty. Uroczyste otwarcie basenu miało miejsce już pod koniec sezonu, 19 sierpnia 1992 roku. Basen cieszył się dużym powodzeniem, czemu sprzyjała duża przestrzeń rekreacyjna, jak i atrakcyjne położenie na wzgórzu, z widokiem na Zalew Wiślany. Nad bezpieczeństwem pływających czuwali wykwalifikowani ratownicy wodni.
Basen we Fromborku wybudowany został z wielkim trudem i wysiłkiem mieszkańców i nikt się nie spodziewał, że jego funkcjonowanie zakończy się po zaledwie 22 latach. Ostatnie lata funkcjonowania basenu ujawniały coraz więcej wad trudnych do usunięcia w formie remontu. Basen przestał spełniać podstawowe normy sanitarne. Problematyczne stało się także „przeciekanie basenu” w wielu miejscach oraz jego coraz mniejsza rentowność, zwłaszcza odkąd w 2011 w pobliskim Braniewie oddany do użytku nowy kryty obiekt basenu, czynny również w okresie letnim. W końcu w 2014 roku zapadła decyzja o zamknięciu basenu we Fromborku.
Od tego czasu obiekt ten z roku na rok popada w coraz większą ruinę (stan 2025), nie rokując szans na wznowienie działalności, podobnie jak wcześniej, w 1987, zamknięty „przejściowo” basen odkryty w Braniewie.